# Liste der Kulturdenkmale in Karlsruhe-Innenstadt-West

Wappen der Innenstadt-West

In der Liste der Kulturdenkmale in Karlsruhe-Innenstadt-West werden alle unbeweglichen Bau- und Kunstdenkmale in Innenstadt-West (Karlsruhe) aufgelistet, die in der städtischen „Datenbank der Kulturdenkmale“ geführt sind.
Diese Liste ist nicht rechtsverbindlich. Eine rechtsverbindliche Auskunft ist lediglich auf Anfrage bei der Unteren Denkmalschutzbehörde der Stadt Karlsruhe erhältlich. Außerdem ist die Liste auf Grund ihrer Größe in Straßen aufgeteilt.

## Ahaweg
| Bild           | Bezeichnung                                                                     | Lage                       | Datierung | Beschreibung | ID |
| -------------- | ------------------------------------------------------------------------------- | -------------------------- | --------- | --- | -- |
| Weitere Bilder | Feldartilleriedenkmal                                                           | Ahaweg, Willy-Brandt-Allee | 1923–24   | Denkmal für die beiden Badischen Feldartillerie-Regimenter Nr. 14 und Nr. 50, von Hermann Billing. Geschützt nach § 2 DSchG |    |
| Weitere Bilder | Ehemaliges Forstamt Hardt                                                       | Ahaweg 2                   | 1903      | Ehemaliges Forstamt Hardt, später Staatliches Forstamt Karlsruhe, heute Büro- und Wohnnutzung, großes Gebäude mit zugehörigem Garten, Einfriedung und zugehörigem Kutscherhaus, von Oberhofbaurat Heinrich Amersbach, keramische Hirschdarstellung beim Eingang, von Wilhelm Süs, damals Leiter der Staatlichen Majolika. Geschützt nach § 2 DSchG |    |
| Weitere Bilder | Wasserturm des Staatlichen Fernheiz-, Elektrizitäts- und Wasserwerkes Karlsruhe | Ahaweg 4                   | 1866      | Wasserturm des Staatlichen Fernheiz-, Elektrizitäts- und Wasserwerkes Karlsruhe. Erbaut vom Großherzoglichen Hofbauamt, Bauinspektor Dyckerhoff (Architektur), Ingenieure (Technik). Geschützt nach § 2 DSchG |    |
| Weitere Bilder | Majolika                                                                        | Ahaweg 6                   | 1908      | Werksanlage, von den Architekten Artur Pfeifer und Hans Grossmann, Erweiterungsbauten 1911-1913, Wiederaufbau nach den Zerstörungen von 1944. Geschützt nach § 2 DSchG |    |
|                | Magazingebäude des Hoftheaters                                                  | Ahaweg 8                   | 1894      | Magazingebäude des Hoftheaters, Ergänzungsbau 1912, heute Magazin des Badischen Landesmuseums. Geschützt nach § 2 DSchG |    |

## Akademiestraße
| Bild           | Bezeichnung                   | Lage                         | Datierung | Beschreibung | ID |
| -------------- | ----------------------------- | ---------------------------- | --------- | --- | -- |
|                | Gasthaus Oberländer Weinstube | Akademiestr. 7 (Flst. 309)   | 1828–31   | Gasthaus Oberländer Weinstube, Wohnhaus, zwei-, später dreigeschossig, erbaut zwischen 1828 und 1831, Bauherr wohl Witwe des Forstmeisters Häußer, 1889 Aufstockung durch Ludwig Schweizer, im Nebenraum des Erdgeschosses Deckengemälde von Wilhelm August Volz 1918, damals Umbau der Weinstube zum Restaurant durch Adolf Rinderspacher. Geschützt nach § 2 DSchG |    |
|                | Wohnhaus                      | Akademiestr. 10              | 1823      | Wohnhaus, zwei-, später dreigeschossig, erbaut zwischen 1823 und 1826 von Wasser- und Straßenbaudirektor Franz Rochlitz für eigene Nutzung, spätere Aufstockung, Umbauchronik bei Frau Rochlitz. Geschützt nach § 2 DSchG |    |
|                | Wohnhaus                      | Akademiestr. 14              | 1816      | Wohnhaus, zweigeschossig, vierachsig, im Obergeschoss von Konsolen getragene Sohlbänke mit Brüstungsgittern, 1816 durch Bauherrn Stallbedienter Johannes Schumacher (Schuhmacher), Fassade möglicherweise später überarbeitet, 1895 Anbau einer Remise, 1970 Aufstockung des Seitengebäudes Geschützt nach § 2 DSchG                                                 |    |
|                | Wohnhaus                      | Akademiestr. 15              | 1816      | Wohnhaus, zwei-, später viergeschossig, erbaut zwischen 1816 und 1818, Bauherr wohl Stadtdiener Oeler, spätere Aufstockung, Werkstatteinbau 1886, Ladeneinbau 1910. Geschützt nach § 2 DSchG |    |
|                | Wohnhaus                      | Akademiestr. 16              | 1816      | Wohnhaus, zwei-, später dreigeschossig, 1816 durch Bauherrn Büchsenmacher Lichtenfels, spätere Aufstockung. Geschützt nach § 2 DSchG |    |
|                | Wohnhaus                      | Akademiestr. 17              | 1816      | Wohnhaus, zweigeschossig, erbaut zwischen 1816 und 1818, Bauherr und Architekt wohl Architekt Bertsch, Erschließung heute durch Nebenhaus, blindes Kellerfenster weist auf früheren Eingang hin. Geschützt nach § 2 DSchG |    |
|                | Wohnhaus                      | Akademiestr. 19              | 1816      | Wohnhaus, zweigeschossig, 1816 durch Maurermeister Holb für den Mundkoch Lindorf (Lendorf). Geschützt nach § 2 DSchG |    |
|                | Wohnhäuser                    | Akademiestr. 21, 23          | 1816      | Wohnhäuser, zweigeschossig, Bauherr und Architekt Baumeister Berckmüller. Geschützt nach § 2 DSchG |    |
| Weitere Bilder | Bankhaus Veit Löw Homburger   | Akademiestr. 36, Karlstr. 11 | 1899-1901 | Bankhaus Veit Löw Homburger, später Badische Kommunale Landesbank, heute BW-Bank, dreieinhalbgeschossiges Eckgebäude, von den Architekten Curjel & Moser für das Bankhaus Homburger, Bauschmuck von Oskar Alexander Kiefer. Geschützt nach § 2 DSchG |    |
|                | Wohnhaus                      | Akademiestr. 42 (Flst. 652)  |           | Wohnhaus Geschützt nach § 2 DSchG |    |

## Amalienstraße
| Bild | Bezeichnung                                                | Lage                          | Datierung | Beschreibung | ID |
| ---- | ---------------------------------------------------------- | ----------------------------- | --------- | --- | -- |
|      | Wohnhaus                                                   | Amalienstr. 1, Herrenstr. 52a | 1815      | Wohnhaus, Eckhaus, zwei-, später dreigeschossig, Rundbogentor zur Herrenstraße, Bauherr Zimmermann Grönling, 1815, Aufstockung wohl um 1840, Hinzufügung des Erkers nach 1862, Generalsanierung 1998. Geschützt nach § 2 DSchG |    |
|      | Wohn- und Geschäftshaus                                    | Amalienstr. 7                 | 1901/02   | Wohn- und Geschäftshaus, viergeschossig mit dreigeschossigem Fassadenerker, seitliche Tordurchfahrt, zugehöriges Rückgebäude, Architekt Rudolf Mees aus Karlsruhe für den Installateurmeister Friedrich Müller. Geschützt nach § 2 DSchG |    |
|      | Wohnhaus                                                   | Amalienstr. 9                 | 1810      | Wohnhaus, zwei-, später dreigeschossig, einflügeliges Hinter-haus (1857 angebaut), gut erhaltene Ausstattung des Treppenhauses, erbaut 1810 durch Bauherr Sergeant Mann, später auf-gestockt, Ladeneinbau von 1923. Geschützt nach § 2 DSchG |    |
|      | Wohn- und Geschäftshaus                                    | Amalienstr. 18                | 1830      | Das Haus gehört noch zur Erstbebauung der damals neu eröffneten Amalienstraße. Das Haus ist zwischen 1830 und 1846 zunächst zweigeschossig errichtet worden. Unter dem Gebäude führt der Landgraben hindurch, der lange Zeit eine Bebauung des Grundstücks mit einem Modellhaus verhinderte. Erst 1846 war der Abschnitt bis zur Hirschstraße endlich überbaut. Das Wohn- und Geschäftshaus wurde nach kleineren Veränderungen 1902 um ein Geschoss erhöht, dabei entstanden die heute vorhandenen verzierten Dachgauben. Von diesem Umbau rührt wohl auch das in den Formen des Jugendstil gestaltete Tor her. Die Haustüre zur Toreinfahrt her zeigt noch klassizistische Formen, bei einer jüngeren Modernisierung wurden die Wohnungsabschlusstüren auf den Etagen ersetzt. Der moderne Ladeneinbau von 1953 trat an die Stelle seines 1883 erstmals eingefügten Vorgängers. Geschützt nach § 2 DSchG |    |
|      | Wohn- und Geschäftshaus                                    | Amalienstr. 22                | ca 1860   | Wohn- und Geschäftshaus, aufwändige Neugestaltung des Ladens 1890 Geschützt nach § 2 DSchG |    |
|      | Straßenfassade eines Wohn- und Geschäftshauses             | Amalienstr. 27                | 1826      | Straßenfassade eines Wohn- und Geschäftshauses, viergeschossiger Ziegelbau des Historismus mit schmuckvollem Erker und reichen Zierformen aus hellem Sandstein, Erdgeschoss mit Ladenlokal, von Camill Frei für den Bäckermeister K. Appenzeller, 1896/7, im 2. Weltkrieg bis zum 2. Obergeschoss ausgebrannt, Wiederaufbau 1949 in der heutigen Form. Geschützt nach § 2 DSchG |    |
|      | Wohn- und Geschäftshaus                                    | Amalienstr. 28                | 1898      | Wohn- und Geschäftshaus, viergeschossig mit Erkerturm, Curjel & Moser für G. Haberstroh, 1898. Das Hofgebäude gehört nicht zum Schutzgut. Geschützt nach § 2 DSchG |    |
|      | Fassade eines Wohn- und Geschäftshauses                    | Amalienstr. 31                | 1896      | Aus unverputztem Sandstein mit reichen bauplastischen Formen und Architekturgliedern der Neorenaissance. Geschützt nach § 2 DSchG |    |
|      | Gaststätte Bavaria und Wohnhaus                            | Amalienstr. 32a               | 1826      | Eckhaus, zweigeschossig, acht-, ein- und achtachsig, Zahnschnittgesims, Bauherr Bierbrauer Karl Eippert (Eyppert), Ausführung wohl Maurermeister Beiter (Beuter, Beutter), 1826, heute Café Brasil. Geschützt nach § 2 DSchG |    |
|      | Wohn- und Geschäftshaus                                    | Amalienstr. 34                | 1826-1828 | Wohn- und Geschäftshaus, zweigeschossig, fünfachsig, Bauherr Maurer Beiter (Beutter, Beuter), moderner Ladeneinbau. Geschützt nach § 2 DSchG |    |
|      | Wohnhaus                                                   | Amalienstr. 36                | 1827      | Wohnhaus, zweigeschossig, fünfachsig, Mansardedach, Bauherr Schlosser Römschild. Geschützt nach § 2 DSchG |    |
|      | Wohnhaus                                                   | Amalienstr. 38                | 1827      | Wohnhaus, zwei-, später dreigeschossig, fünfachsig, kleiner Balkon in der Mitte des Obergeschosses, Bauherr Registrator Cramer (Kramer), Aufstockung möglicherweise wenig später oder sogar gleichzeitig mit dem Neubau, Bauakte: 1947 Aufbau des 2. Obergeschosses Geschützt nach § 2 DSchG |    |
|      | Wohnhaus                                                   | Amalienstr. 39                | 1827      | Wohnhaus, zweigeschossig, dreiachsig, Fenster im Obergeschoss mit Brüstungsgittern, Schreiner Scheerer für Bauherr Schneidermeister Haimüller (Heumüller), Inschrift auf der Fassade: „Hier starb am 3. Dezember 1866 der Komponist J. W. Kalliwoda“. Im Obergeschoss historistische Groteskenmalereien, Hinterhaus nicht zum Denkmal gehörig. Geschützt nach § 2 DSchG |    |
|      | Wohnhaus                                                   | Amalienstr. 40                | 1827      | Wohnhaus, zwei-, später dreigeschossig, fünfachsig, Bauherr Zimmermeister Küntzle, Aufstockung 1874, 1894 Rundbogentorfahrt verkleinert. Geschützt nach § 2 DSchG |    |
|      | Wohnhaus                                                   | Amalienstr. 41                | 1826      | Wohnhaus, heute mit Ladeneinbau, zwei-, später dreigeschossig, vierachsig, Fassade mit Klappläden und rundem Torbogen, Inschrift H. Betz, auf der Hofseite Hinterhaus als Seitenflügel, Bauherr und Ausführender Schreiner Scheerer, zwischen 1826 und 1828, moderner Ladeneinbau im Erdgeschoss, 1927 aufgestockt, 1951 Schaufenstereinbau Geschützt nach § 2 DSchG |    |
|      | Doppelhaus                                                 | Amalienstr. 42, 42a           | 1912      | Doppelhaus, viergeschossig mit tiefen Grundrissen, Architekt A. Weichel für die Malermeister Behnke und Zschache. Geschützt nach § 2 DSchG |    |
|      | Wohnhaus                                                   | Amalienstr. 46                |           | Geschützt nach § 2 DSchG |    |
|      | Viergeschossiges Mietwohnhaus mit ausgebautem Dachgeschoss | Amalienstr. 53                | 1900      | viergeschossiges Mietwohnhaus mit ausgebautem Dachgeschoss, im Erdgeschoss Laden, Architekten Hermann Billing und Mallebrein, Bauherr Friedrich Bausback, Weinhändler, 1877 errichteter Seitenflügel im Hof musste in den Neubau integriert werden. Geschützt nach § 2 DSchG |    |
|      | Autosilo                                                   | Amalienstr. 55                | 1954      | Geschützt nach § 2 DSchG |    |
|      | Wohn- und Geschäftshaus                                    | Amalienstr. 67                | 1903      | Von Hermann Billing für den Kunstmaler Karl Walter. Geschützt nach § 2 DSchG |    |
|      | Wohnhaus                                                   | Amalienstr. 77                | ca 1825   | Wohnhaus, zwei-, später dreigeschossig, fünfachsig, Bauherr Anselm Läufer (Laufer), 1860 Neubau eines vorderen zweigeschossigen Seitengebäudes für Bauherrin Frau von Rüdt, 1876 Aufstockung des Vorderhauses um das 2. Obergeschoss für Bauherrin Frau von Rüdt, 1883 Neubau eines hinteren dreigeschossigen Seitengebäudes für Bauherr Revisor J. Marck durch Architekt Weiß aus Karlsruhe, 1904/05 Neubau des Hinterhauses als Missionshaus für den Ev. Verein für innere Mission Augsburger Bekenntnis im Lande Baden durch die Karlsruher Architekten Friedrich Ummenhofer und Leopold Schmidt, Stilformen des Jugendstils. Geschützt nach § 2 DSchG |    |

## Baischstraße
| Bild           | Bezeichnung                                            | Lage                                  | Datierung | Beschreibung | ID |
| -------------- | ------------------------------------------------------ | ------------------------------------- | --------- | --- | -- |
| Weitere Bilder | Die Baischstraße - vom Zimmerplatz zum Jugendstiljuwel | Baischstraße                          |           | Geschützt nach § 2 DSchG |    |
|                | Villenkolonie Baischstraße                             | Baischstr. 1-6, Stephanienstr. 94, 96 | 1900-1903 | Von Hermann Billing für Witwe Emma Helmle, 1942 brannten die Obergeschosse der Portalbauten aus, die 1990–91 durch Jörg Pfisterer nachempfunden wurden. Geschützt nach § 2 DSchG |    |

## Belfortstraße
| Bild | Bezeichnung                                | Lage          | Datierung | Beschreibung | ID |
| ---- | ------------------------------------------ | ------------- | --------- | --- | -- |
|      | Mietwohnhaus mit rückwärtigem Wintergarten | Belfortstr. 2 | ca 1880   | Mietwohnhaus mit rückwärtigem Wintergarten, Neorenaissance, Sandsteinfassade, gut erhaltene Innenausstattung. Geschützt nach § 2 DSchG |    |
|      | Wohnhaus                                   | Belfortstr. 4 | ca 1880   | Wohnhaus, viergeschossiger Massivbau mit Hausteinfassade im Stile der Neorenaissance, erhaltene Haustüre, bauzeitliches Treppenhaus, zugehöriger Hinterhausflügel, modernisierender Dachausbau (Lukarne und Balkon, um 1985, nicht zugehörig). Geschützt nach § 2 DSchG |    |
|      | Mietwohnhaus                               | Belfortstr. 6 | 1878      | Mietwohnhaus, Sandsteinfassade, bezeichnet 1878, Hinterhaus mit hölzernen Balkonloggien, Treppenhaus mit Terrazzo, Brunnen mit Malereien. Geschützt nach § 2 DSchG |    |
|      | Mietwohnhaus                               | Belfortstr. 8 | 1880      | Mietwohnhaus, Sand- und Backsteinfassade der Neorenaissance, zugehöriges Hinterhaus, wohl um 1880 errichtet, 1955 Umbau im Inneren zu Wohnungen, dabei Veränderungen des Grundrisses und Fassadenfenster zugesetzt Geschützt nach § 2 DSchG                             |    |

## Bismarckstraße
| Bild           | Bezeichnung                                                     | Lage                    | Datierung | Beschreibung | ID |
| -------------- | --------------------------------------------------------------- | ----------------------- | --------- | --- | -- |
|                | Wohnhaus                                                        | Bismarckstr. 1          | 1874      | Dreigeschossiges, fünfachsiges Haus von Ernst Fieg für Julius Kusterer. Geschützt nach § 2 DSchG |    |
|                | Wohnhaus                                                        | Bismarckstr. 3          | 1873      | Wohnhaus, dreigeschossig, fünfachsig, von G. Pfeifer aus Mühlburg für den Registrator L. Rüd. Geschützt nach § 2 DSchG |    |
| Weitere Bilder | Bismarckgymnasium                                               | Bismarckstr. 8 (Karte)  | 1873/74   | Nach Zerstörungen von 1944 durch das Staatliche Hochbauamt 1950 wieder aufgebaut, damals auch Terrakotta-Flachreliefs nach Entwurf von Erwin Spuler durch die Staatliche Majolika Manufaktur Karlsruhe. Geschützt nach § 2 DSchG |    |
|                | Bismarck-Denkmal                                                | Bismarckstr. 8, daneben | 1900-1004 | Bismarck-Denkmal, Standfigur aus Bronze auf steinernem Postament, von Friedrich Moest für das Denkmalkomitee, gegossen von Peters und Beck in Karlsruhe, 1904 auf dem Karlsruher Festplatz aufgestellt, seit 1953 vor dem Bismarckgymnasium, Denkmal heute unvollständig (Teile im 2. Weltkrieg eingeschmolzen), Postament und Sockel bei der Versetzung verkürzt Geschützt nach § 2 DSchG |    |
|                | Evangelisches Schullehrerseminar, heute Pädagogische Hochschule | Bismarckstr. 10         | 1868–69   | Evangelisches Schullehrerseminar, später Lehrerseminar I, heute Pädagogische Hochschule, von Heinrich Lang, 1958 Wiederaufbau durch das Staatliche Hochbauamt. Geschützt nach § 2 DSchG |    |
|                | Gartenhaus                                                      | Bismarckstr. 13         |           | Gartenhaus, (Teil des „von Munckschen Palais“ in der Stephanienstr.) Geschützt nach § 2 DSchG |    |
| Weitere Bilder | Haus Solms                                                      | Bismarckstr. 24         | 1881      | Haus Solms, heute Gästehaus der Stadt Karlsruhe, zweieinhalbgeschossige Eckvilla, monumentaler Neorenaissancebau mit reicher Bauplastik, von dem Architekten G. Ziegler für den Privatmann G. Heimburger, 1881, Innenausstattung von Hermann Goetz, im Garten Brunnen der Villa Klose (von Joseph Durm, 1871, versetzt 1963). Geschützt nach § 2 DSchG                                     |    |
|                | Wohnhaus                                                        | Bismarckstr. 27         | 1872      | Wohnhaus, viergeschossig, oberstes Geschoss als Mezzanin, Stilformen der italienischen Renaissance, Architekt J. Hummel für J. Kusterer. Geschützt nach § 2 DSchG |    |
|                |                                                                 | Bismarckstr. 33         |           | Geschützt nach § 2 DSchG |    |
|                | Mietwohnhaus                                                    | Bismarckstr. 51a        | 1895      | Mietwohnhaus, dreigeschossig, zweiachsig, Zierformen der Neorenaissance, Bauakte ab 1902, wohl um 1895 errichtet, 1902 durch Curjel & Moser. Geschützt nach § 2 DSchG |    |
|                | Wohnhaus                                                        | Bismarckstr. 53         | 1871      | Wohnhaus, dreigeschossig, fünfachsig, Gauben, 1950 Wiederaufbau des Inneren, Dach und Gauben damals neu, Architekt W. Schüssele für den Hofschuhmacher Heim. Geschützt nach § 2 DSchG |    |
|                | Doppelwohnhaus                                                  | Bismarckstr. 55-57      | 1871      | Doppelwohnhaus, dreigeschossig, neunachsig, in der Mittelachse zwei Rundbogenportale, Stilformen des Klassizismus, Architekt und Bauherr G. Küentzle. Geschützt nach § 2 DSchG |    |
|                | Wohnhaus                                                        | Bismarckstr. 59         | 1880      | Wohnhaus, zweigeschossig mit dreiachsigem Mittelrisalit, Stilformen des Klassizismus, von den Architekten Reiss & Richard für von Bettendorf. Geschützt nach § 2 DSchG |    |
|                | Doppelwohnhaus mit Gartenanlage                                 | Bismarckstr. 61, 61a    | 1887      | Doppelwohnhaus mit Gartenanlage, dreigeschossig, sechsachsig, Pavillon, Architekt und Bauherr A. Kerler, bezeichnet „18 AK 87“, Nr. 61a im Krieg teilzerstört, Außenmauern blieben erhalten, 1949 Wiederaufbau ohne Turmaufsatz über dem Eingangserker und Gitter auf dem Dach, Mansardefenster vereinfacht. Geschützt nach § 2 DSchG                                                      |    |
|                | Wohnhaus                                                        | Bismarckstr. 79         | 1877      | Wohnhaus, dreigeschossig, fünfachsig, neoklassizistische Stilformen, Gauben vor 1920, von dem Architekten W. Söhner für W. Ludwig. Geschützt nach § 2 DSchG |    |
|                | Wohnhaus                                                        | Bismarckstr. 83         | 1880      | Wohnhaus, zweigeschossig mit dreiachsigem Mittelrisalit, palladianische Neorenaissanceformen, von den Architekten Gimpel & Renz für den Particulier W. Schüssele. Geschützt nach § 2 DSchG |    |

## Blumenstraße
| Bild           | Bezeichnung                  | Lage                       | Datierung | Beschreibung | ID |
| -------------- | ---------------------------- | -------------------------- | --------- | --- | -- |
| Weitere Bilder | Evangelischer Oberkirchenrat | Blumenstr. 1               | 1905-1907 | Evangelischer Oberkirchenrat, Gebäude aus rotem Sandstein mit reicher bauplastischer Gliederung, zentraler Innenhof, von den Architekten Curjel & Moser. Geschützt nach § 2 DSchG |    |
|                | Wohnhaus                     | Blumenstr. 2               |           | Wohnhaus Geschützt nach § 2 DSchG |    |
|                |                              | Blumenstr. 2a              |           | Geschützt nach § 2 DSchG |    |
|                | Fassaden zweier Wohnhäuser   | Blumenstr. 5-7             | 1840      | Fassaden zweier Wohnhäuser, zwei-, später dreigeschossig, fünfachsig, Bauherr Professor Kaiser (Nr. 5), Oberrevisor Bauer (Nr. 7), Straßenfassade massiv, sonst Fachwerk, Aufstockung wohl um 1840, Dachausbau nicht zugehörig. Geschützt nach § 2 DSchG |    |
| Weitere Bilder | Gaststätte Krokodil          | Blumenstr. 29, Waldstr. 63 | 1877      | Gaststätte Krokodil, Jugendstilfassade mit reichem Majolikaschmuck, hintere Gebäudeteile von 1877 (damals noch Gaststätte „Fortuna“), vorderer Teil von Pfeifer und Großmann für Jakob Möloth, 1914–15, erhaltene Innenausstattung des holzvertäfelten Hauptgastraumes mit Majolikapfeilern wie auch die Jägerstube an der Blumenstraße, nach Kriegsschäden Neuerrichtung des 4. Obergeschosses im Eckbau und des 3. Obergeschosses zu Blumenstraße. Geschützt nach § 2 DSchG |    |

## Bürgerstraße
| Bild | Bezeichnung | Lage                                  | Datierung | Beschreibung | ID |
| ---- | ----------- | ------------------------------------- | --------- | --- | -- |
|      | Haus Meess  | Bürgerstr. 2a, Erbprinzenstr. 29, 29a | 1828      | Haus Meess, ursprünglich zwei-, heute viergeschossig, Bauherr Posamentier Johann Georg Lang, Entwurf wohl durch Friedrich Weinbrenner, Umbau im Gebäudeteil zur Bürgerstraße 1828 durch den Bauherrn Lehmke, Aufstockung des 2. Obergeschosses erfolgte vor 1850, weitere Aufstockung später, nach Auskunft der Familie Meess 1911 von Slevogt in Anpassung an die Weinbrennerformen errichtet, 1808. Geschützt nach § 2 DSchG |    |

## Douglasstraße
| Bild | Bezeichnung                  | Lage           | Datierung | Beschreibung | ID |
| ---- | ---------------------------- | -------------- | --------- | --- | -- |
|      |                              | Douglasstr. 2  |           | Geschützt nach § 2 DSchG |    |
|      | Fassade eines Mietwohnhauses | Douglasstr. 5  | 1889      | Fassade eines Mietwohnhauses, im Inneren mit Nr. 7 zusammen zum Hotel durchgebaut. Geschützt nach § 2 DSchG |    |
|      |                              | Douglasstr. 6  |           | Geschützt nach § 2 DSchG |    |
|      | Wohn- und Geschäftshaus      | Douglasstr. 24 | 1906      | Wohn- und Geschäftshaus, viergeschossig und vierachsig, asymmetrischer, hyperbolisch zulaufender Mittelrisalit mit plastischen Figuren des Merkur und eines Affen, 1906 für den Bauherrn August Hörner (Bauunternehmer), Torfahrt 1947 geschlossen. Geschützt nach § 2 DSchG |    |

## Erbprinzenstraße
| Bild           | Bezeichnung                                                                                    | Lage                                                      | Datierung | Beschreibung | ID |
| -------------- | ---------------------------------------------------------------------------------------------- | --------------------------------------------------------- | --------- | --- | -- |
| Weitere Bilder | Vereinigte Großherzogliche Sammlungen, heute Museum für Naturkunde                             | Erbprinzenstr. 13                                         | 1864      | Vereinigte Großherzogliche Sammlungen, heute Museum für Naturkunde, dreigeschossiger Dreiflügelbau mit pavillonartigem, einst kuppelgekröntem Mittelteil. Platzfassade in Sandstein im Stil der italienischen Palastbaukunst der Renaissance, für die großherzogliche Hof- und Landesbibliothek, das großherzogliche Naturalienkabinett sowie die Vereinigten großherzoglichen Sammlungen für Altertums und Völkerkunde, nach Plänen von Oberbaurat Joseph Berckmüller 1864–76 errichtet, 1919 Umzug der Altertumssammlung in das Schloss, 1942 Zerstörung bis auf die Außenmauern, beim Wiederaufbau 1950–72 Abriss der Kuppel über dem Treppenhaus, innen erneuert. Zugehörige Platzanlage, sie wurde von Berckmüller konzipiert, es handelt sich um den zweitältesten Museumsbau Deutschlands. Geschützt nach § 2 DSchG |    |
| Weitere Bilder | Nymphengarten, Gedenkstein der Kaiserin Elisabeth Alexiewna, Nymphenbrunnen und Sockelrudiment | Erbprinzenstr. 13, Lammstraße, Kriegsstraße, Ritterstraße | 1814      | * Nymphengarten: Der Park wurde durch den Bau der Badischen Landesbibliothek (1962 hier begonnen) und der Verbreiterung der Kriegsstraße erheblich verkleinert. Walter Rossow, Mitglied der Planungskommission für die Bundesgartenschau 1967, wurde für die Neugestaltung des Nymphengartens herangezogen, § 2. * Gedenkstein der Kaiserin Elisabeth Alexejewna, 1814, entworfen von Friedrich Weinbrenner, § 2. * Nymphenbrunnen, Bronzegruppe auf einem Felsunterbau aus grauem Granit, 1891–92, Bildhauer Heinrich Weltring, von Kommerzienrat Lorenz der Stadt gestiftet, 1965 innerhalb der Anlage versetzt und in der heutigen Form neu gestaltet, § 2. * Sockelrudiment des im 2. Weltkrieg zerstörten Amalienschlösschens auch Erbprinzenschlösschen von Friedrich Weinbrenner für Markgräfin Amalie errichtet, 1802, 1944 schwer zerstört, Sockelgeschoss mit Freitreppe erhalten und im Nymphenpark belassen, § 2. Geschützt nach § 2 DSchG |    |
| Weitere Bilder | Badische Landesbibliothek                                                                      | Erbprinzenstr. 15, Ritterstr. 20                          | 1984      | Badische Landesbibliothek, Neubau durch das Staatliche Hochbauamt anstelle des ehem. Großherzoglichen Staatsministeriums nach Entwürfen des Architekten Oswald Mathias Ungers aus Köln. Wettbewerb 1979, 1984–87 (1. Bauabschnitt), 1987–91 (2. Bauabschnitt), mit rotem Sandstein verblendeter und mit Schiefer gedeckter dreigeschossiger Personal- und Verwaltungsteil, hell verputzter Benutzerteil mit hoher Lesesaalkuppel, zur Erbprinzenstr dreigeschossiges Torgebäude, im Hof kleine gerundete Wegebrücke, Grüngestaltung und bildhauerische Arbeiten im Innenhof. Geschützt nach § 2 DSchG |    |
| Weitere Bilder | Katholische Pfarrkirche St. Stephan                                                            | Erbprinzenstr. 16                                         | 1808      | Katholische Pfarrkirche St. Stephan, 1808–14 nach dem Vorbild des Pantheons von Friedrich Weinbrenner erbaut für Stephanie de Beauharnais und die katholische Gemeinde Karlsruhes, Zentralraum mit Kuppel über kreuzförmigem Grundriss, 1880–83 Putz abgeschlagen, Zerstörung 1944, Wiederaufbau 1946–51 nach Plänen von Hans Rolli, einschalige Kuppel aus Stahlbetonfertigteilen, die innen 7,8 m höher ansetzt als die alte Kuppel, Chorteppichtriptychon von Emil Wachter, 1963. Kreuzwegstationen von Emil Sutor, 1960. Bronzereliefs am Hauptportal von Alfred Erhart, 1958/9. Sandsteinrelief der hl. Dreifaltigkeit von Hans Morinck, kurz vor 1600. (EBA HD). Geschützt nach § 28 DSchG |    |
| Weitere Bilder | Westflügel des Fürstenbergpalais                                                               | Erbprinzenstr. 17                                         | 1805      | Westflügel des Fürstenbergpalais, 1805 Baugesuch des Elkan Reutlinger, Geheimrat Engesser verkauft es 1830 an Fürst Karl Egon von Fürstenberg, der es 1848 bis zu seinem Tod 1854 bewohnt. Geschützt nach § 2 DSchG |    |
|                | Wohn- und Geschäftshaus                                                                        | Erbprinzenstr. 28                                         |           | Denkmaleigenschaft wird geprüft. |    |
|                | Wohn- und Geschäftshaus in Ecklage                                                             | Erbprinzenstr. 31                                         | 1813      | Wohn- und Geschäftshaus in Ecklage, fünfgeschossiger Massivbau in Stilformen des Neuklassizismus, Gebäudeecke als Turmansatz mit Terrasse ausgebildet, 1911 von Hugo Slevogt für den Blechnermeister Joseph Meeß, vor dem Neubau stand hier ein zweigeschossiges Eckgebäude, 1815 nach Plänen von Christoph Arnold errichtet. Geschützt nach § 2 DSchG |    |
|                | Wohn- und Geschäftshaus                                                                        | Erbprinzenstr. 33                                         | 1810      | Wohn- und Geschäftshaus, zwei-, später dreigeschossig, vierachsig, Bauherr Kutscher und Bedienter Wagner, Aufstockung um 1840. Geschützt nach § 2 DSchG |    |

## Europaplatz
| Bild           | Bezeichnung          | Lage        | Datierung | Beschreibung                                                                                  | ID |
| -------------- | -------------------- | ----------- | --------- | --------------------------------------------------------------------------------------------- | -- |
| Weitere Bilder | Leibgrenadierdenkmal | Europaplatz | 1924–25   | Denkmal von Otto Gruber mit Bronzegreif von Bildhauer Karl Dietrich. Geschützt nach § 2 DSchG |    |

## Fichtestraße
| Bild | Bezeichnung | Lage                         | Datierung | Beschreibung | ID |
| ---- | ----------- | ---------------------------- | --------- | --- | -- |
|      | Wohnhaus    | Fichtestr. 3a (früher Nr. 1) | 1882      | Wohnhaus, Architekt G. Ziegler für den Rittmeister E. von Saucken, 1882. Geschützt nach § 2 DSchG                                         |    |
|      | Wohnhaus    | Fichtestr. 7                 | 1885      | Wohnhaus, neogotische Formensprache, gut erhaltene Innenausstattung, Architekt Gustav Ziegler für Victor Merkle. Geschützt nach § 2 DSchG |    |

## Friedrichsplatz
| Bild           | Bezeichnung                      | Lage                            | Datierung | Beschreibung                                                                                               | ID |
| -------------- | -------------------------------- | ------------------------------- | --------- | --- | -- |
|                | Fontänenbecken                   | Friedrichsplatz                 | 1874      | Von Karl Mayer. Geschützt nach § 2 DSchG                                                                   |    |
| Weitere Bilder | Ehemalige Baden-Württemberg Bank | Friedrichsplatz 1, Ritterstraße | ca 1870   | Baden-Württemberg-Bank, vorher Badische Bank AG, Fassaden, von K. J. Berckmüller. Geschützt nach § 2 DSchG |    |
|                | Handwerkskammer                  | Friedrichsplatz 4-5             | 1957/58   | Handwerkskammer, Haupthaus und Nebengebäude um Innenhof, von Erich Schelling. Geschützt nach § 2 DSchG     |    |
|                |                                  | Friedrichsplatz 6               |           | Geschützt nach § 2 DSchG                                                                                   |    |

## Hans-Thoma-Straße
| Bild           | Bezeichnung                                                            | Lage                                                                   | Datierung              | Beschreibung | ID |
| -------------- | ---------------------------------------------------------------------- | ---------------------------------------------------------------------- | ---------------------- | --- | -- |
| Weitere Bilder | Schwedenpalais                                                         | Hans-Thoma-Str. 1 (Karte)                                              | 1768–69                | Stadtschloss, heute Führungsakademie des Landes Baden-Württemberg, dreigeschossig, neunachsig, Bauherr Geheimer Hofrat Georg Ernst Ludwig Preuschen, Entwurf Bauinspektor Johann Friedrich Weyhing, ab 1813 Palais Königin Friederike von Schweden, im Inneren für die Führungsakademie stark modernisiert und erneuert. Geschützt nach § 28 DSchG |    |
| Weitere Bilder | Staatliche Kunsthalle                                                  | Hans-Thoma-Str. 2                                                      | 1949–1952 Wiederaufbau | Staatliche Kunsthalle, in den Formen eines italienischen Frührenaissance-Palazzos als Vierflügelanlage geplant, ausgeführt nur zweigeschossiger Hauptflügel und die Stümpfe der Seitenflügel, auf den Balkonbrüstungen Statuen, Sinnbilder der Malerei und Bildhauerei, monumentale Treppenhalle mit flacher Kassettendecke, das große Wandbild zeigt die Einweihung des Freiburger Münsters und weitere Wandbilder von Moritz von Schwind (1841–43) und Lünettenmalereien von Rudolf Gleichauf (1894); Seitenflügelerweiterung von Josef Durm (1893–96), dem Plan von Hübsch folgend. Erweiterungsbau, sog. Thomabau von Heinrich Amersbach (1908–09), Moderner Erweiterungsbau von Heinz Mohl (1982–89) mit einer Plastik Karlsruher Kopf (Horst Antes, 1983/85). Geschützt nach § 2 DSchG |    |
|                | Wohn- und Geschäftshaus                                                | Hans-Thoma-Str. 3                                                      | 1801                   | Wohn- und Geschäftshaus, zwei-, später dreigeschossig, fünfachsig, Vorgängerbau vor 1767 erbaut, Abbruch und Wiederaufbau des Obergeschosses 1801, Bauherr Lakai und Kanzlist Faber, Ausführung Baumeister Berckmüller, spätere Aufstockung, gehörte ab 1813 zum Palais Königin Friederike von Schweden, vgl. Hans-Thoma-Str. 1, moderner Ladengeschäftseinbau. Geschützt nach § 2 DSchG |    |
|                | Gärtnerhaus                                                            | Hans-Thoma-Str. 4                                                      |                        | Gärtnerhaus, ehemaliges Wohnhaus des Hofgartendirektors. (Bestandteil der Sachgesamtheit Schloss und Botanischer Garten) Geschützt nach § 28 DSchG |    |
|                | Wohnhaus                                                               | Hans-Thoma-Str. 5                                                      | 1764                   | Wohnhaus, zwei-, später dreigeschossig, fünfachsig, Schlussstein ab Korbbogentor mit Inschrift, Bauherr Hofsporer Brenner, 1764, wohl 1880 aufgestockt, gehört ab 1813 zum Palais Königin Friederike von Schweden, vgl. Hans-Thoma-Str. 1. Geschützt nach § 2 DSchG |    |
| Weitere Bilder | Botanischer Garten, Orangerie, Gewächshäuser, Wohnhaus des Hofgärtners | Hans-Thoma-Str. 6                                                      | 1853                   | „Botanischer Garten“, Orangerie, Gewächshäuser, Wohnhaus des Hofgärtners (Nr. 4), Botanischer Garten mit historischer Bepflanzung, Brunnen, Terrassierung, Parterres, Wegeführung, Wasseranlagen, Einfassung des Schlossgartens, Mauerzüge mit Eisengittern, Denkmale und plastische Kunstobjekte (Sachgesamtheit). * Orangerie, heute Staatliche Kunsthalle, 1853–57 von Heinrich Hübsch, Wiederaufbau 1950–52 nach Zerstörungen im 2. Weltkrieg, dabei auch Wiederherstellung der Kuppel. * Pflanzenhäuser, Eisenkonstruktion der Gewächshäuser geht auf Heinrich Hübsch zurück (s.o.), umgebaut durch Joseph Berckmüller und Jakob Friedrich Dyckerhoff, zugehörig ein Kaltes und ein Warmes Haus, ein Kamelien- und Palmenhaus, an die sich ein Torbau mit Festsaal anschließt, daran angrenzend ein segmentbogenförmig einschwingendes Gebäude mit Pergola aus Gusseisen (bis 1967 geschlossen), ein runder Turm bildet den Abschluss, Einfassung Schlossgarten, alle Gebäude 1944/45 schwer beschädigt und 1952–56 wieder hergestellt. * Gartenanlage, 1950 Wiederaufbau des Grünlandes, Wintergarten und der gesamte Garten wurde im Zuge der Bundesgartenschau 1967 überarbeitet, § 2. * „Große Badende“, um 1930, Christoph Voll, Skulptur aus rotem Marmor, § 2. * Heinrich-Hübsch-Denkmal, 1866–67, Steinbüste von Friedrich Moest auf hohem Postament von Friedrich Theodor Fischer, beides aus weißem Marmor, § 2. * Ehemaliges Mühlburger Tor, 1817 am Ende der Kaiserstraße als Stadttor aufgestellt, nach 1874 abgetragen und 1967 beim runden Turm aufgestellt, § 2. * Orest- und Pylades-Gruppe, 1863–1874, Figurengruppe von Carl Johann Steinhäuser und Sockel von Joseph Berckmüller, Auftraggeber Großherzog Friedrich I. von Baden, Figurengruppe aus weißem Laaser Marmor, Sockel aus hellem Mühlbacher Sandstein, Stufen aus rotem Sandstein, ursprünglicher Standort Friedrichsplatz, seit 1914 Botanischer Garten, § 2. * Rundes Brunnenbecken, Figurengruppe aus Muschelkalk, Kinder mit Karpfen, von Wilhelm Kollmar, 1938/39, § 2. * Wohnhaus des Hofgärtners, siehe Hans-Thoma-Str. 4. Geschützt nach § 28 DSchG |    |
| Weitere Bilder | Denkmal für Prinz Wilhelm von Baden                                    | Hans-Thoma-Str. 6, westlich an der Schlossgarteneinfriedung            | 1901                   | Denkmal für Wilhelm von Baden, Bronzefigur auf massivem Postament, von Hermann Volz. Geschützt nach § 2 DSchG |    |
| Weitere Bilder | Großherzoglicher Justizpalast, heute Landgericht                       | Akademiestr. 2, 4, 6, 8, Hans-Thoma-Str. 7, Stephanienstr. 1, 3, 5, 5a | 1874                   | Großherzoglicher Justizpalast, heute Landgericht, 1874–1879 im Neorenaissance-Stil von Oberbaurat Heinrich Leonhard erbaut. Im 2. Weltkrieg schwer beschädigt, ab 1949 systematischer Auf- und Umbau, 1971 Erweiterung um einen Anbau in der Stephanienstraße, 1980 war die Innenrenovierung des Altbaus beendet. Stephanienstr. 5–5a: Totalverlust 1944, Wiederaufbau in Stahlbeton. Geschützt nach § 2 DSchG |    |
|                | Kadettenschule, heute Versorgungsanstalt des Bundes und der Länder     | Hans-Thoma-Str. 19                                                     | 1820                   | Kadettenschule, auch Kriegsschule, Generalkommando, im Dritten Reich Parteihaus der NSDAP, heute Versorgungsanstalt des Bundes und der Länder, dreigeschossiger Putzbau, fünfachsiger Mittelrisalit mit großem halbrunden Fenster, 1820–21 von Friedrich Arnold, Erweiterung 1850, 1944 bis auf die Außenmauern zerstört, 1953 vereinfachter Wiederaufbau mit angeschlossenem Neubau durch das Staatliche Hochbauamt. Geschützt nach § 2 DSchG |    |
|                | Gedenkstein                                                            | Hans-Thoma-Str. 19, neben dem Gebäude, Ecke Moltkestraße               | 1978                   | Von Pater Donatus Leicher. Gedenkstein für Siegfried Buback. Geschützt nach § 2 DSchG |    |

## Hebelstraße
| Bild           | Bezeichnung               | Lage         | Datierung | Beschreibung | ID |
| -------------- | ------------------------- | ------------ | --------- | --- | -- |
|                |                           | Hebelstr. 11 |           | Geschützt nach § 2 DSchG |    |
| Weitere Bilder | Gasthaus, Hotel Kaiserhof | Hebelstr. 15 |           | Gasthaus, Hotel Kaiserhof, nach Kriegszerstörungen nur Außenmauer erhalten, Wiederaufbau, Abbruch eines baufälligen Balkons 1974. Geschützt nach § 2 DSchG |    |
|                | Wohn- und Geschäftshaus   | Hebelstr. 17 | 1889      | Wohn- und Geschäftshaus, von dem Architekten J. Vaas für den Bäckermeister Georg Frei, 1889 (Umbau). Geschützt nach § 2 DSchG                              |    |
|                | Wohn- und Geschäftshaus   | Hebelstr. 19 |           | Wohn- und Geschäftshaus Geschützt nach § 2 DSchG |    |

## Herrenstraße
| Bild           | Bezeichnung                                         | Lage                                 | Datierung                                            | Beschreibung | ID |
| -------------- | --------------------------------------------------- | ------------------------------------ | ---------------------------------------------------- | --- | -- |
| Weitere Bilder | Wohn- und Geschäftshaus                             | Herrenstr. 14                        | 1889                                                 | Wohn- und Geschäftshaus, 1889 von Curjel & Moser für die jüdische Gemeinde Karlsruhe gebaut, mit Schulzimmer und Betsaal im Seitenflügel. Laden 1969 modernisiert. Geschützt nach § 2 DSchG |    |
|                | Gothaer Haus                                        | Herrenstr. 23                        | 1812                                                 | Haus Fischer, heute Gothaer Haus, Fassade eines Eckhauses, von Friedrich Theodor Fischer, 1975 Zustimmung des Innenministeriums zum Abbruch des Gebäudeinneren, Außenbau muss erhalten bleiben. Geschützt nach § 2 DSchG |    |
|                | Wohn- und Geschäftshaus                             | Herrenstr. 25, Ecke Erbprinzenstraße | 1807                                                 | Wohn- und Geschäftshaus, Eckhaus, zwei-, später dreigeschossig, 11- und 3-achsig, Bauherr und ausführender Maurermeister Müller, noch während des Bauens an Bäckermeister Glasner verkauft, 1807, Aufstockung 1817, Ladeneinbau des späten 19. Jh. Geschützt nach § 2 DSchG |    |
|                | Ehemalige Reichsbank                                | Herrenstr. 30-32                     | 1893                                                 | Reichsbank, später Landeszentralbank, heute Kammertheater, stattliche Sandsteinfassade in den Stilformen der Stadtpaläste der italienischen Renaissance, entworfen von dem Berliner Architekten Max Hasak (1856-1934), errichtet durch die Baufirma Havestadt & Contag aus Berlin, 1892–93, Umbauten der Kassenhalle 1915, 1921 und 1982. Geschützt nach § 2 DSchG                                  |    |
|                | Wohn- und Geschäftshaus                             | Herrenstr. 34, Ecke Erbprinzenstraße |                                                      | Wohn- und Geschäftshaus Geschützt nach § 2 DSchG |    |
|                | Wohn- und Geschäftshaus                             | Herrenstr. 42                        | 1808                                                 | Wohn- und Geschäftshaus, Eckhaus, zweigeschossig, sechs- und neunachsig, Bauherr Kanzleidiener Nothard. Geschützt nach § 2 DSchG |    |
| Weitere Bilder | Kavaliershaus von Friedrich Weinbrenner             | Herrenstr. 45                        | Zwischen 1817 (Grundsteinlegung der Anlage) und 1826 | Kavaliershaus, von Friedrich Weinbrenner als Gärtnerwohnhaus geplant, später dann Wohnhaus des Oberhofmeisters, heute Teil des Bundesgerichtshofs, errichtet zwischen 1817 (Grundsteinlegung der Anlage) und 1826, zweigeschossig und traufständig mit palaisartigem Charakter, nach schweren Kriegsbeschädigungen Wiederaufbau 1949 in vereinfachter Form. Geschützt nach § 2 DSchG                |    |
| Weitere Bilder | Erbgroßherzogliches Palais, heute Bundesgerichtshof | Herrenstr. 45a                       |                                                      | Erbgroßherzogliches Palais, seit 1950 Sitz des Bundesgerichtshofs, herrschaftliches Neorenaissancegebäude, Glaskuppel mit Fürstenkrone, von Josef Durm 1891–97, bauplastischer Schmuck von Fidel Binz und Adolf Heer, nach Kriegszerstörung 1950 Wiederaufbau durch das Staatliche Hochbauamt, das Mansardedach wurde durch ein Vollgeschoss ersetzt, zugehöriger Garten. Geschützt nach § 28 DSchG |    |
|                |                                                     | Herrenstr. 48                        |                                                      | Geschützt nach § 2 DSchG |    |
|                | Wohn- und Geschäftshaus                             | Herrenstr. 50a, Ecke Amalienstraße   | 1896                                                 | Wohn- und Geschäftshaus, Bauherr Kaufmann Georg Fischer. Geschützt nach § 2 DSchG |    |
|                | Wohnhaus                                            | Herrenstr. 54                        | 1811                                                 | Wohnhaus, ein-, später dreigeschossig, fünfachsig, Bauherr Zimmermann Essig, Ausführung Zimmermann Küentzle jun. und Maurermeister Holb, Aufstockung 1. Obergeschoss nach 1816, spätere Aufstockung 2. Obergeschoss. Denkmaleigenschaft wird geprüft. |    |
|                | Wohnhaus                                            | Herrenstr. 56                        | 1898                                                 | Wohnhaus, ein-, später zweigeschossig, vierachsig, Bauherr Feldschütz Beisner, Ausführung Baumeister Berckmüller und Zimmermeister Küentzle jun., Aufstockung nach 1816, Inschrift „Erbaut 1898“, hierbei handelte es sich wohl um einen grundlegenden Umbau. Denkmaleigenschaft wird geprüft. |    |

## Hirschstraße
| Bild | Bezeichnung | Lage          | Datierung       | Beschreibung | ID |
| ---- | ----------- | ------------- | --------------- | --- | -- |
|      |             | Hirschstr. 8  |                 | Denkmaleigenschaft wird geprüft. |    |
|      |             | Hirschstr. 17 |                 | Geschützt nach § 2 DSchG |    |
|      | Wohnhaus    | Hirschstr. 19 | 19. Jahrhundert | Wohnhaus, dreigeschossig. Geschützt nach § 2 DSchG |    |
|      |             | Hirschstr. 24 |                 | Geschützt nach § 2 DSchG |    |
|      | Wohnhaus    | Hirschstr. 26 | Um 1830/40.     | Wohnhaus, zweigeschossig und traufständig, Torfahrt mit Stichbogen, klassizistische Haustüre, Anbau mit Trockendach und wohl ehem. Werkstatt, Wohnungsabschlusstüren des frühen 20. und des späten 19. Jh. Geschützt nach § 2 DSchG |    |
|      |             | Hirschstr. 27 |                 | Geschützt nach § 2 DSchG |    |
|      |             | Hirschstr. 32 |                 | Geschützt nach § 2 DSchG |    |

## Jahnstraße
| Bild | Bezeichnung                                | Lage            | Datierung | Beschreibung | ID |
| ---- | ------------------------------------------ | --------------- | --------- | --- | -- |
|      | Villa, Concordia-Versicherung              | Jahnstr. 1      | 1881      | Villa, Concordia-Versicherung, zweigeschossiger Prachtbau im Stil der Hochrenaissance, Architekt und Bauherr Wilhelm Söhner. Geschützt nach § 2 DSchG |    |
|      | Villa, heute Außenstelle Oberlandesgericht | Jahnstr. 3      | 1883      | Villa, heute Außenstelle Oberlandesgericht, von dem Architekten Warth für den Bäckermeister Karl Kern, zugehörige Wagenremise. Geschützt nach § 2 DSchG |    |
|      | Villa                                      | Jahnstr. 5      | 1886      | Villa, Doppelhaushälfte, zweigeschossig und fünfachsig, von dem Architekten G. Ziegler für den Rentner Karl Betz, 1886, Dachstock im Zweiten Weltkrieg zerstört, Mansardedach neu, über dem Mittelrisalit früher ein Giebel, Pendant war Jahnstr. 7, heute nicht mehr erhalten (Neubau). Geschützt nach § 2 DSchG |    |
|      | Doppelwohnhaus                             | Jahnstr. 10, 12 | 1883      | Doppelwohnhaus, Nr. 10 von dem Architekten Gustav Ziegler für den Privatier K. Hinrichs, 1883, Gartenanlage von 1911. Nr. 12 von W. Gimpel für die Fabrikantenwitwe Amalie Schaaf, 1884, von Bauunternehmer W. Gimpel. Geschützt nach § 2 DSchG                                                                   |    |
|      | Wohnhaus                                   | Jahnstr. 14     | 1887      | Wohnhaus, von Oberbaurat Warth für den Maler Karl Brünner, Ausführung durch den Bauunternehmer W. Gimpel, 1886, signierte Wandmalereien von Karl Brünner, 1887 und 1888. Geschützt nach § 2 DSchG |    |
|      | Wohnhaus                                   | Jahnstr. 16     | 1883      | Wohnhaus, Formen der Neugotik, gusseiserne Loggia mit der Inschrift „18 K 85“, von dem Architekten Max Hummel für den Geistlichen Verwalter Kircher, 1883, 1906 durch Hermann Billing im Inneren umgestaltet. Geschützt nach § 2 DSchG                                                                            |    |

## Kaiserplatz
| Bild           | Bezeichnung            | Lage        | Datierung | Beschreibung | ID |
| -------------- | ---------------------- | ----------- | --------- | --- | -- |
| Weitere Bilder | Kaiser-Wilhelm-Denkmal | Kaiserplatz | 1897      | Bronzenes Reitstandbild Kaiser Wilhelm I, als Feldherrn in der Uniform der preußischen Generalität, Bildhauer Adolf Heer. Geschützt nach § 12 DSchG |    |

## Kaiserstraße
| Bild           | Bezeichnung                                                                          | Lage                                                         | Datierung | Beschreibung | ID |
| -------------- | ------------------------------------------------------------------------------------ | ------------------------------------------------------------ | --------- | --- | -- |
| Weitere Bilder | Deutsche Bank, Ladengeschäft H&M                                                     | Kaiserstraße 90 / Ritterstraße                               | 1922–1924 | Erbaut für die Rheinische Creditbank, heute genutzt durch die Deutsche Bank und Ladenlokal H&M; neoklassizistisch, Rundbau an der Ecke als Weinbrenner-Motiv, ebenso Rustika mit Brüstungsrelief und ionisierende Säulen, Architekten Pfeifer und Großmann; 1995/1996 Umbau, unter anderem Durchbruch der vier Erdgeschossfenster in der Rotunde. Geschützt nach § 2 DSchG |    |
|                | Wohn- und Geschäftshaus                                                              | Kaiserstraße 98                                              | 1899–1900 | Wohn- und Geschäftshaus; Architekten Curjel & Moser, Bauherr Wilhelm Sartori Geschützt nach § 2 DSchG |    |
|                | Wohn- und Geschäftshaus                                                              | Kaiserstraße 108                                             | 1894      | Architekten Curjel & Moser Geschützt nach § 2 DSchG |    |
|                | Zentralapotheke                                                                      | Kaiserstraße 112                                             | 1974      | Innenausstattung nach Entwurf von Heinz Mohl Denkmaleigenschaft wird geprüft |    |
|                | Waldbrunnen                                                                          | Kaiserstraße 122, Waldstraße                                 | 1983–1984 | Denkmaleigenschaft wird geprüft |    |
|                | Wohnhaus                                                                             | Kaiserstraße 124a, 124b, 124c                                | 1783      | Wohnhaus, dreigeschossig, elfachsig, Bauherr Obrist von Freystedt (Freistädt), Ausführung Werkmeister Sievert, dreigeschossiger Anbau 1791, Abbruch 1881; zeitweise Residenz der Markgräfin Amalie Geschützt nach § 2 DSchG |    |
|                | Wohn- und Geschäftshaus                                                              | Kaiserstraße 126                                             | 1900      | Geschützt nach § 2 DSchG |    |
| Weitere Bilder | Café und Technisches Rathaus                                                         | Kaiserstraße 141, 145 (ehemals 143)                          | 1812      | Wohn- und Geschäftshaus, heute Café und Technisches Rathaus, Vorgängerbau (Kaiserstraße 141) 1812 von Friedrich Weinbrenner (Entwurf nicht erhalten); für die Kaufleute Schmieder und Füsslin Wiederaufbau in zwei Bauabschnitten: 1952 Erdgeschoss und 1. Obergeschoss von Bruno Laurson für die Hausgemeinschaft Liebermann und Krauss, unter der städtischen Auflage, an den Fassaden die Architekturglieder in Muschelkalk zu gestalten und den Außenputz, sowie die Quaderteilung an die der Rhein-Mainbank (= Dresdner Bank) anzugleichen. 1954 Vollendung des Wiederaufbaus Kaiserstraße 141 mit gleichzeitigem Anbau des neuen Flügels Kaiserstraße 145 des Technischen Rathauses durch die Architekten Bruno Laurson und A. W. Stöbener für die Stadtverwaltung Karlsruhe; die zwei Geschosse hohe und offene Arkade ist eine schöpferische Interpretation Weinbrenners im Wiederaufbau. Schutzumfang: Straßenfassaden beider Gebäudeteile, Dach; Teil der Sachgesamtheit Via Triumphalis. Geschützt nach § 2 DSchG |    |
|                | Ehemaliges Gasthaus                                                                  | Kaiserstraße 142, 144 / Karlstraße                           | 1901      | Ursprünglich Gasthaus „Zum Moninger“, repräsentatives Eckgebäude mit reichem bauplastischem Schmuck des Historismus von Architekt Hermann Walder für die Brauerei Moninger, im Erdgeschoss gewölbter Speisesaal mit zwölf bauzeitlichen Majolika-Wandbildern badischer Städte von Max Laeuger (heute abgedeckt); von 1946 bis Anfang der 1950er Jahre Kulturhaus der amerikanischen Besatzungszone („Amerikahaus“). Zugehörig ist die nach dem Zweiten Weltkrieg insbesondere durch die Straßenfassade ästhetisch geglückte Erweiterung um das Gebäude Kaiserstraße 142 und die Anfügung eines flachen Saalbaus mit Terrasse zum Passagehof, errichtet 1955 nach Plänen des Architekten W. Stöbener. Geschützt nach § 2 DSchG |    |
|                | Lammbrunnen                                                                          | vor Kaiserstraße 145 / Lammstraße                            | 1983–1986 | Jungbrunnen bzw. Lammbrunnen in Bronze von Karl-Henning Seemann, Stiftung der Karlsruher Lebensversicherung AG; Alte Menschen und Lämmer werden durch das Bad im Brunnen verjüngt. Geschützt nach § 2 DSchG |    |
| Weitere Bilder | Warenhaus Knopf, heute Karstadt                                                      | Kaiserstraße 147 / Lammstraße (Karte)                        | 1912–1914 | Fassade des ehemaligen Warenhauses Knopf, heute Karstadt; Architekt: Wilhelm Kreis; bauplastischer Schmuck von Bildhauer Hermann Binz; Erweiterungs- und Umbauten für Karstadt 1979–1990. Geschützt nach § 2 DSchG |    |
|                | Geschäftshaus                                                                        | Kaiserstraße 160, 162                                        | 1957      | Geschäftshaus, fünfgeschossiger Stahlbetonskelettbau mit Kunststeinrasterfassade und Kalksteinplattenverkleidung, gut erhaltenes Treppenhaus und Ladenpassage, von Erich Schelling für Ignaz Ellern und die Allgemeine Elsässische Bankgesellschaft Geschützt nach § 2 DSchG |    |
| Weitere Bilder | Herrenbrunnen                                                                        | Kaiserstraße 179, Herrenstraße neben dem Gebäude an der Ecke | 1978      | von Jürgen Goertz Geschützt nach § 2 DSchG |    |
|                | Notariat                                                                             | Kaiserstraße 184                                             | 1850      | Wohnhaus, zweigeschossiges, traufständiges und verputztes Torfahrthaus mit Satteldach, zugehöriger Seitenflügel auf der Hofseite, spätklassizistische Zierformen, errichtet in den 1850er Jahren; über dem Tor befindet sich eine wohl in den 1920er Jahren angebrachte steinerne Gedenktafel: In diesem Hause wohnte S. Exz. Generalfeldmarschall Paul von Hindenburg als Commandeur der 28ten Division 1900–1903. Geschützt nach § 2 DSchG |    |
|                | Skulptur Messingbank mit einem Gesteinsbrocken                                       | Kaiserstraße 189, neben                                      | 1987      | „Messingbank mit einem Gesteinsbrocken“, Skulptur von André Bucher Denkmaleigenschaft wird geprüft |    |
| Weitere Bilder | Hofapotheke                                                                          | Kaiserstraße 201 / Waldstraße                                | 1900–1901 | Wohn- und Geschäftshaus mit Hofapotheke von Hermann Billing und Mallebrein für den Hofapotheker Friedrich Stroebe; Bauplastik am Erker nach Entwürfen von Fridolin Dietsche ausgeführt durch Bildhauer D. Schloch. Geschützt nach § 2 DSchG |    |
| Weitere Bilder | Reichs-Post-Telegraphengebäude der Kaiserlichen Oberpostdirektion, heute Postgalerie | Kaiserstraße 217                                             | 1897–1900 | Reichs-Post-Telegraphengebäude der Kaiserlichen Oberpostdirektion, später Reichspost, ab 1918 „Hauptpost“, ursprünglich dreiflügliger Neobarockbau, Planung und Ausführung durch Architekten der Königlich Preußischen Akademie des Bauwesenss, Überarbeitung der Fassadenentwürfe auf kaiserlichen Befehl durch Wilhelm Walter für die Deutsche Reichspost, 1918 Erweiterung um den neoklassizistischen Südflügel am Stephanplatz; Umbau zum Einkaufszentrum durch die Architektengemeinschaft Chapman Taylor Brune 1999-2001. Geschützt nach § 2 DSchG |    |
|                | Wohn- und Geschäftshaus                                                              | Kaiserstraße 237                                             | 1816–1817 | Wohn- und Geschäftshaus, dreigeschossig, vierachsig, Bauherr Bildhauer Jac. Mayerhuber (Meyerhuber), Entwurf von Ch. Arnold, Ausführung durch Maurermeister Merbel, moderner Ladeneinbau im Erdgeschoss, Vorderhaus erhalten, Abbruch des rückwärtigen Seitenflügels 1993 genehmigt Geschützt nach § 2 DSchG |    |
|                | Wohn- und Geschäftshaus                                                              | Kaiserstraße 243                                             | 1816      | Wohn- und Geschäftshaus, drei-, später viergeschossig, fünfachsig, Bauherr Maler Orth, Entwurf von Ch. Arnold, Ausführung durch Baugeschäft Witwe Weber, 1816 begonnen, spätere Aufstockung, moderner Ladeneinbau im Erdgeschoss Geschützt nach § 2 DSchG |    |
|                | Wohn- und Geschäftshaus                                                              | Kaiserstraße 245, 247                                        | 1817      | Wohn- und Geschäftshaus, Eckhaus, drei-, später viergeschossig, neun- und siebenachsig, Bauherr Schreinermeister Thümling, wohl 1817, spätere Aufstockung Geschützt nach § 2 DSchG |    |

## Karl-Friedrich-Straße
| Bild           | Bezeichnung                                    | Lage                                | Datierung | Beschreibung | ID |
| -------------- | ---------------------------------------------- | ----------------------------------- | --------- | --- | -- |
| Weitere Bilder | Ludwigsbrunnen, Großherzog-Ludwig-Denkmal      | Karl-Friedrich-Straße, Marktplatz   | 1822      | Ludwigsbrunnen, Großherzog-Ludwig-Denkmal, roter Sandstein, nach einem Entwurf von Friedrich Weinbrenner, 1822 bis etwa 1824, ausgeführt von Aloys Raufer, renoviert 1977, Hauptbrunnen der historischen Quellwasserleitung von Durlach nach Karlsruhe. Schutzgut. Gesamtes Objekt. Teil der Sachgesamtheit Via Triumphalis. Geschützt nach § 28 DSchG |    |
| Weitere Bilder | Pyramide                                       | Karl-Friedrich-Straße, Marktplatz   | 1823–25   | Pyramide, Sandsteinbau über der Gruft des Stadtgründers Markgraf Karl Wilhelm, an der Stelle der 1807 abgebrochenen Konkordienkirche, von Friedrich Weinbrenner. Geschützt nach § 12 DSchG |    |
|                | Wohn- und Geschäftshaus                        | Karl-Friedrich-Str. 8               | 1802      | Wohn- und Geschäftshaus, Eckhaus, heute Sparkasse und Technisches Rathaus, viergeschossig, Bauherr Hoffaktor Kusel, Entwurf Friedrich Weinbrenner, erbaut 1802-1804, Anbau 1812, das Gebäude überstand den Krieg mit wenigen Beschädigungen, nach dem Krieg wurde es jedoch durchgreifend saniert. Schutzgut: Straßenfassaden, Dach. Teil der Sachgesamtheit Via Triumphalis. Geschützt nach § 2 DSchG |    |
| Weitere Bilder | Rathaus am Marktplatz                          | Karl-Friedrich-Str. 10              | 1805–25   | Von Friedrich Weinbrenner, 1948–55 Wiederaufbau nach schweren Kriegszerstörungen unter Verwendung der stehen gebliebenen Fassadenteile, Bürgersaal nach Entwurf von Otto Haupt. Baukomplex mit drei Innenhöfen, Eingangshalle mit dorischen Säulen als Rest der ehemaligen Innenausstattung. Ursprünglich verputzter Turm aus Sandsteinmauerwerk, Wetterfahne Merkur mit wehendem Mantel auf goldener Kugel von Alois Raufer, Gefallenendenkmal für die Toten des Ersten Weltkriegs, von Fritz Moser, 1936, heute im nördlichen Innenhof. Schutzgut: Gesamtes Gebäude. Teil der Sachgesamtheit Via Triumphalis. Geschützt nach § 2 DSchG |    |
|                | Wohn- und Geschäftshaus, heute Hotel Kaiserhof | Karl-Friedrich-Str. 12, Hebelstr. 9 | 1785      | Wohn- und Geschäftshaus, heute Hotel Kaiserhof, Eckhaus, dreigeschossig, 1785 von Jeremias Müller für den Marmorier Schwind, 1953 Wiederaufbau durch Karl Schradin aus Karlsruhe für die Brauerei Hoepfner in Karlsruhe unter Beteiligung des Landesdenkmalamts. Anlässlich des Wiederaufbaus erfolgten Auflagen der Stadt Karlsruhe zur Sprossierung der Fenster, der Gestaltung der Straßenfassaden, Dachgauben und der Dachdeckung. Schutzgut: Straßenfassade und Dach. Teil der Sachgesamtheit Via Triumphalis. Geschützt nach § 2 DSchG                                                                                             |    |
|                | Ehemals Hofdruckerei G. Braun                  | Karl-Friedrich-Str. 14, 16, 18      |           | Hofdruckerei G. Braun, heute Verlag Braun, 1955 begonnener Wiederaufbau nach Kriegszerstörungen durch den Architekten Hans Wetzel, der Traufhöhe, Dachneigung und Gestaltung des erhalten gebliebenen Gebäudes Karl-Friedrich-Str. 14 zu übernehmen hatte. Schutzgut: Fassaden zur Karl-Friedrich-Straße. Teil der Sachgesamtheit Via Triumphalis. Geschützt nach § 2 DSchG |    |
|                | Wohn- und Geschäftshaus                        | Karl-Friedrich-Str. 20              | 1960      | Wohn- und Geschäftshaus, Wiederaufbau, 1960–61 von dem Architekten Bertold Sack für den Bäckermeister Christian Helmer. Schutzgut: Fassade und Dach. Teil der Sachgesamtheit Via Triumphalis. Geschützt nach § 2 DSchG |    |
|                | Geschäftshaus                                  | Karl-Friedrich-Str. 22              | 1952      | Geschäftshaus, Wiederaufbau 1952 von Arthur Brunisch und Fritz Heidt für die Fa. Adolf Pfister in Mannheim. Schutzgut: Fassade. Teil der Sachgesamtheit Via Triumphalis. Geschützt nach § 2 DSchG |    |
|                | Haus Stemmermann                               | Karl-Friedrich-Str. 24              | 1872      | Haus Stemmermann, repräsentative Neorenaissancefassade eines Wohnhauses, an Stelle einer schlichteren Fassade durch von C. A. Gambs für den neuen Besitzer F. Mayer, 1872, seit 2004 bildet die Fassade den Eingang eines Einkaufszentrums am Rondellplatz. Schutzgut: Fassade am Rondellplatz. Teil der Sachgesamtheit Via Triumphalis. Geschützt nach § 2 DSchG |    |

## Karlstraße
| Bild           | Bezeichnung                               | Lage                           | Datierung | Beschreibung | ID |
| -------------- | ----------------------------------------- | ------------------------------ | --------- | --- | -- |
|                | Wohn- und Geschäftshaus                   | Karlstr. 1                     |           | Wohn- und Geschäftshaus, heute Verwaltung der Hardtwaldsiedlung GmbH. Geschützt nach § 2 DSchG |    |
|                | Wohn- und Geschäftshaus                   | Karlstr. 1a                    |           | Wohn- und Geschäftshaus Geschützt nach § 2 DSchG |    |
|                | Hauptgebäude                              | Karlstr. 2                     |           | Hauptgebäude, s. auch Stephanienstr. 29a, Nebengebäude Geschützt nach § 2 DSchG |    |
|                | Wohn- und Geschäftshaus                   | Karlstr. 7                     | 1826      | Wohn- und Geschäftshaus, zweigeschossig, fünfachsig mit Rundbogentor, Bauherr Obrist von Beust, Ausführung Schreinermeister Scherer, gut erhaltenes Treppenhaus und bauzeitliche Innenausstattung, moderner Ladeneinbau im Erdgeschoss. Geschützt nach § 2 DSchG |    |
| Weitere Bilder | Palais Schmieder, später Prinz-Max-Palais | Karlstr. 10, Stephanienstr. 33 | 1882      | Palais Schmieder, später Prinz-Max-Palais, 1881–84 von Josef Durm für den Bankier August Schmieder, 1899 durch Prinz Max von Baden erworben, Wiederaufbau nach Kriegszerstörungen von 1944 mit verändertem Innenraum, 1951–69 Sitz des Bundesverfassungsgerichts, Umgestaltung des Inneren 1978–81 durch Gerhard Assem (dabei Entkernung bis auf Tragstruktur, unter anderem Einbau Jugendbücherei im Erdgeschoss), im Garten Springbrunnen, Einfriedung. Geschützt nach § 12 DSchG |    |
|                | Stadtapotheke                             | Karlstr. 19                    | 1816      | Wohnhaus, heute Stadtapotheke, Eckhaus, zweigeschossig, fünf-, ein- und vierachsig, Bauherr Schlossermeister Ludwig Müller, vor Januar 1816 errichtet, seit 1883 Apotheke, 1989–90 Aufstockung, historische Ladenausstattung der Neorenaissance, Ladenausstattung der Weinbrennerzeit im Stadtmuseum. Geschützt nach § 12 DSchG |    |
|                | Wohn- und Geschäftshaus                   | Karlstr. 21                    | 1889      | Wohn- und Geschäftshaus, viergeschossig, fünfachsig, Klinkerbau mit Stilformen der Neorenaissance, von dem Architekten Gustav Ziegler für W. Donecker. Geschützt nach § 2 DSchG |    |
|                | Goldenes Kreuz                            | Karlstr. 21a                   |           | Geschützt nach § 2 DSchG |    |
|                |                                           | Karlstr. 28                    |           | Geschützt nach § 2 DSchG |    |
|                | Apotheke 29                               | Karlstr. 29                    | 1970/71   | Ladeneinrichtung, nach Entwürfen von Heinz Mohl, heute durch einige Umbauten verändert. Denkmaleigenschaft wird geprüft |    |
| Weitere Bilder | Weltziensches Haus                        | Karlstr. 47                    | 1822      | Weltziensches Haus, Eckhaus, zweigeschossig, sechs-, drei- und sechsachsig, Bauherr, Ausführung und wohl auch Entwurf durch den Zimmermeister C. F. und Georg Küentzle, wird ohne Quelle Friedrich Weinbrenner zugeschrieben (nicht belegbar), 1822-1824 erstellt, vermutlich nach Fertigstellung an den Rentner Weltzien verkauft. Geschützt nach § 28 DSchG |    |

## Kriegsstraße
| Bild | Bezeichnung                                   | Lage           | Datierung | Beschreibung | ID |
| ---- | --------------------------------------------- | -------------- | --------- | --- | -- |
|      | Wohnhaus von 1830 mit Gartenpavillon          | Kriegsstr. 128 | 1830      | Erbaut für Hauptmann Klose. Dreigeschossiges klassizistisches Torfahrthaus mit Seitenflügel, bauzeitliche Ausstattung. Geschützt nach § 2 DSchG |    |
|      | Wohnhaus                                      | Kriegsstr. 130 | 1838      | Wohnhaus, zweigeschossig mit Seitenflügel, (1881 verändert), 1838 erbaut für Oberst von Fischer. 1879 zwei Parteien, Major Molitor. Geschützt nach § 2 DSchG |    |
|      |                                               | Kriegsstr. 144 |           | Geschützt nach § 2 DSchG |    |
|      |                                               | Kriegsstr. 152 |           | Geschützt nach § 2 DSchG |    |
|      | Wohnhaus                                      | Kriegsstr. 154 | 1877      | Wohnhaus, von Zimmermeister L. Meeß errichtet. 1895 wohnte hier Ihre großherzogliche Hoheit Fürstin Sophie zur Lippe. 1927 im Besitz des Israelitischen Pensionsfonds, 1941 Allgemeine Versicherung. Im 1. Obergeschoss Saal mit reicher Stuckdecke, Treppenhaus. Geschützt nach § 2 DSchG |    |
|      | Wohnhaus                                      | Kriegsstr. 158 | 1870      | Wohnhaus, zweigeschossig. 1888 Anbau Seitenflügel und Aufstockung. Schmiedeeiserner Balkon aus der Erbauungszeit an der Straßenfassade. Geschützt nach § 2 DSchG |    |
|      | Zwei Nebengebäude (Remisen bzw. Stallgebäude) | Kriegsstr. 170 |           | Wohl zur früheren Villa Bürklin gehörig (Kriegsstr. 166–168). Geschützt nach § 2 DSchG |    |
|      | Wohnhaus                                      | Kriegsstr. 172 |           | Haus mit Brunnen Geschützt nach § 2 DSchG |    |
|      | Wohnhaus                                      | Kriegsstr. 176 |           | Geschützt nach § 2 DSchG |    |
|      | Wohnhaus                                      | Kriegsstr. 178 |           | Geschützt nach § 2 DSchG |    |
|      | Wohnhaus                                      | Kriegsstr. 180 |           | Geschützt nach § 2 DSchG |    |
|      | Haus                                          | Kriegsstr. 182 |           | Eigentümer seit 1992 SWR Geschützt nach § 2 DSchG |    |

## Lammstraße
| Bild           | Bezeichnung                                              | Lage                             | Datierung | Beschreibung | ID |
| -------------- | -------------------------------------------------------- | -------------------------------- | --------- | --- | -- |
|                | Industrie- und Handelskammer, Verwaltungsgebäude         | Lammstr. 13-17                   | 1954      | Industrie- und Handelskammer, Verwaltungsgebäude, 1954–55 durch Backhaus & Brosinsky, 1998 Umbau und Modernisierung durch Erich Schneider-Wessling. Geschützt nach § 2 DSchG |    |
|                | Haus                                                     | Lammstr. 14                      |           | Geschützt nach § 2 DSchG |    |
|                | Ehemaliges Magazingebäude der Badischen Landesbibliothek | Lammstr. 16, am Nymphengarten    | 1961      | Ehemalige Badische Landesbibliothek, Magazingebäude, gehört heute zum Naturkundemuseum. Geschützt nach § 2 DSchG |    |
| Weitere Bilder | Generaldirektion der Badischen Staatseisenbahnen         | Lammstr. 19, Kriegsstr. 136, 138 | 1870–1875 | Generaldirektion der Badischen Staatseisenbahnen mit dem Verwaltungsgebäude von Adolf Helbling 1870–1875, dem für die Eisenbahnverwaltung 1894 umgenutzten Wohnhaus Kriegsstr. 138 (von Heinrich Lang, 1868–69, aufgestockt 1894) und dem Neubau für die Arbeiterpensionskasse von 1895, Kriegsstr. 136. (Sachgesamtheit). Geschützt nach § 2 DSchG |    |

## Leopoldplatz
| Bild | Bezeichnung                            | Lage         | Datierung | Beschreibung | ID |
| ---- | -------------------------------------- | ------------ | --------- | --- | -- |
|      | Großherzog-Leopold-Denkmal mit Brunnen | Leopoldplatz | 1888      | Denkmal für Großherzog Leopold mit Brunnen, auf dem Schulhof, von Wilhelm Strieder und Friedrich W. Folke. Geschützt nach § 2 DSchG |    |

## Leopoldstraße
| Bild           | Bezeichnung                                                | Lage               | Datierung            | Beschreibung | ID |
| -------------- | ---------------------------------------------------------- | ------------------ | -------------------- | --- | -- |
|                | Wohn- und Geschäftshaus                                    | Leopoldstr. 2, 2a  |                      | Von den Architekten Curjel & Moser für den Bauunternehmer Leopold Schmidt. Geschützt nach § 2 DSchG                                                               |    |
|                | Mietwohnhaus mit Gaststätte                                | Leopoldstr. 2b     | 1873                 | Mietwohnhaus mit Gaststätte, von dem Architekten und Bauunternehmer W. Gimpel für den Arzt Robert Baur. Geschützt nach § 2 DSchG                                  |    |
|                |                                                            | Leopoldstr. 7      |                      | Geschützt nach § 2 DSchG |    |
|                |                                                            | Leopoldstr. 7a     |                      | Geschützt nach § 2 DSchG |    |
| Weitere Bilder | Büro- und Atelierhaus Hermann Billing                      | Leopoldstr. 7c     | 1905                 | Büro- und Atelierhaus von Hermann Billing. Geschützt nach § 2 DSchG                                                                                               |    |
| Weitere Bilder | Haus                                                       | Leopoldstr. 7d     |                      | Geschützt nach § 2 DSchG |    |
|                | Mietwohnhaus mit Laden                                     | Leopoldstr. 8      | 1883                 | Mietwohnhaus mit Laden, Eckgebäude, von J. Vaas für den Tapezierer Friedrich Fetzner und Ernst Rische, 1883 und 1898. Geschützt nach § 2 DSchG                    |    |
|                | Leopoldschule                                              | Leopoldstr. 9      | 1888                 | Leopoldschule, von Wilhelm Strieder, 1888, Turnhalle 1901 angebaut von Strieder und Stürzenacker. Geschützt nach § 2 DSchG                                        |    |
|                | Wohn- und Geschäftshaus                                    | Leopoldstr. 10, 12 | 1873                 | Von Bauherr Schieferdecker Gustav Becker. Geschützt nach § 2 DSchG                                                                                                |    |
|                | Wohn- und Geschäftshaus mit zwei zugehörigen Hinterhäusern | Leopoldstr. 11     | 1860                 | Wohn- und Geschäftshaus mit zwei zugehörigen Hinterhäusern, Teil eines Ensembles mit Nr. 10-20 u. 9-19, entstanden in den 1860er Jahren. Geschützt nach § 2 DSchG |    |
|                |                                                            | Leopoldstr. 29     |                      | Geschützt nach § 2 DSchG |    |
|                | Wohnhaus                                                   | Leopoldstr. 35     | Ende 19. Jahrhundert | Wohnhaus, zweigeschossig, fünfachsig, Mansarddach. Geschützt nach § 2 DSchG                                                                                       |    |

## Ludwigsplatz
| Bild | Bezeichnung          | Lage         | Datierung | Beschreibung                                                                          | ID |
| ---- | -------------------- | ------------ | --------- | ------------------------------------------------------------------------------------- | -- |
|      | Neugotischer Brunnen | Ludwigsplatz | 1822–24   | Nach Zeichnungen Friedrich Weinbrenners, Restaurierung 1977. Geschützt nach § 2 DSchG |    |

## Moltkestraße
| Bild | Bezeichnung                                              | Lage                                   | Datierung | Beschreibung | ID |
| ---- | -------------------------------------------------------- | -------------------------------------- | --------- | --- | -- |
|      | Waldhaus                                                 | Moltkestr. 3                           | 1870      | „Waldhaus“, Wohnhaus, zweigeschossiges Eckhaus mit abgeschrägter Ecke in den Formen der Spätrenaissance, Fachwerkloggia im Obergeschoss, wohl vor 1870 erbaut, da bereits im Lageplan eingezeichnet, auf einer Gedenktafel als Waldhaus und als Wohnort des Malerehepaars Adolph (? 1875) und Alwine Schrödter (geb. Heuser)(?1892) bezeichnet. Geschützt nach § 2 DSchG |    |
|      | Johann-Peter-Hebel-Realschule                            | Moltkestr. 8                           | 1960–62   | Johann-Peter-Hebel-Realschule, von Brunisch & Heidt. Denkmaleigenschaft wird geprüft. |    |
|      | Badisches Staatstechnikum, heute Pädagogische Hochschule | Moltkestr. 9                           | 1889      | Badisches Staatstechnikum, heute Pädagogische Hochschule. Dreigeschossige Anlage über H-förmigem Grundriss, Formensprache der italienischen Renaissance, 1889–1902 von Professor Philipp Kircher, Direktor der Baugewerkeschule. Nordflügel 1890, Mittelteil 1892, Südflügel 1902, Wiederaufbau durch Badisches Bezirksbauamt. Geschützt nach § 2 DSchG                  |    |
|      | Wohnhaus                                                 | Moltkestr. 11                          | 1885      | Wohnhaus, zweigeschossiger Bau mit Mansardedach, von dem Zimmermeister Georg Küentzle für eigenen Bedarf. Geschützt nach § 2 DSchG |    |
|      | Doppelhaus                                               | Moltkestr. 13, Schirmerstr. 10         | 1883      | Doppelhaus, von dem Zimmermeister Georg Küentzle für eigenen Bedarf, 1883, 1887 Einbau eines Atelierfensters im 2. Obergeschoss, Max Laeuger ließ 1904 das rückseitige Dachgeschoss durch Curjel & Moser umbauen. Geschützt nach § 2 DSchG |    |
|      | Doppelvilla                                              | Moltkestr. 15, 15a                     | 1886      | Doppelvilla, Mezzaningeschoss mit Sgraffito-Feldern, von dem Bauunternehmer Leopold Schmidt für eigenen Bedarf, 1886, 1894 bei 15a Veranda angefügt, 1900 bei 15 Veranda angebaut. Geschützt nach § 2 DSchG |    |
|      | Doppelwohnhaus                                           | Moltkestr. 17, 19                      | 1883      | Doppelwohnhaus, 1883 von dem Zimmermeister Georg Küentzle für eigenen Bedarf, 1896 Balkon im 2. Obergeschoss (Nr. 19), 1946 und 1949 Wiederaufbau ab Fensterbank 2. Obergeschoss, Stall- und Remisengebäude überstanden den Krieg unbeschädigt, 1996: Doppelwohnhaus und Remisengebäude sind eine Sachgesamtheit. Geschützt nach § 2 DSchG                               |    |
|      | Wohnhaus                                                 | Moltkestr. 21                          | 1884      | Wohnhaus, zweigeschossig mit Mezzanin, Bauherr Rentier August Hofmann, Architekt nicht bekannt. Geschützt nach § 2 DSchG |    |
|      | Wohnhaus                                                 | Moltkestr. 23                          | 1913      | Wohnhaus, zweigeschossig mit Eckpilastern aus Haustein, dreigeschossiger Eckpavillon im Westen, von dem Architekten R. Willet für den Rentner August Hofmann, 1883, Mansarddach durch Curjel & Moser (vorher Mezzaningeschoss), Eckpavillon im Erdgeschoss vergrößert, der Altan ist neu, Loggia wurde bis auf die Veranda entfernt. Geschützt nach § 2 DSchG            |    |
|      | Wohnhaus mit Kutschergebäude                             | Moltkestr. 25                          | 1883      | Wohnhaus mit Kutschergebäude, Wohnhaus als zweigeschossiger Sandsteinbau mit Mansardedach, neoromanische und neogotische Stilformen, Architekt Gustav Ziegler für den Konsul a. D. Adolf Markwald, Teil einer Dreiergruppe von Häusern (Nr. 25, 27, 29). Geschützt nach § 2 DSchG                                                                                        |    |
|      | Doppelhaus                                               | Moltkestr. 27, 29                      | 1883      | Doppelhaus (verbunden mit Moltkestr. 25), rote Sandsteinformen mit neogotischen Stilformen, von dem Architekten Gustav Ziegler für eigenen Bedarf. Denkmaleigenschaft wird geprüft. |    |
|      | Doppelhaus mit Eckturm                                   | Moltkestr. 29a, Reinhold-Frank-Str. 76 | 1880/85   | Doppelhaus mit Eckturm, Bauherrn und Ausführenden Bauunternehmer Kendrick und Augenstein, bildet städtebaulichen Abschluss des Villenviertels, Ausbau des Mansardedaches zum schieferverkleideten Vollgeschoss, 1926. Geschützt nach § 2 DSchG |    |
|      | Fachhochschule                                           | Moltkestr. 30                          | 1961      | Fachhochschulgebäude mit Skulpturen Geschützt nach § 2 DSchG |    |

## Reinhold-Frank-Straße
| Bild | Bezeichnung              | Lage                       | Datierung | Beschreibung | ID |
| ---- | ------------------------ | -------------------------- | --------- | --- | -- |
|      | Wohnhaus                 | Reinhold-Frank-Str. 14     |           | Geschützt nach § 2 DSchG |    |
|      | Wohnhaus                 | Reinhold-Frank-Str. 16     |           | Wohnhaus Geschützt nach § 2 DSchG |    |
|      | Evangelisches Pfarrhaus  | Reinhold-Frank-Str. 48     |           | Evangelisches Pfarrhaus, zweigeschossig und traufständig, Mittelrisalit mit Balkon Geschützt nach § 2 DSchG |    |
|      | Wohnhaus                 | Reinhold-Frank-Str. 50     | 1879      | Wohnhaus, dreigeschossig und traufständig, zweigeschossige Loggia in der Mittelachse, Bauherrschaft und Ausführung durch die Bauunternehmer Reiss und Richard, Gauben 1904 hinzugefügt. Geschützt nach § 2 DSchG                                                                    |    |
|      | Fassade eines Wohnhauses | Reinhold-Frank-Str. 52     | 1879/80   | Das Schutzgut beschränkt sich auf die Fassade als Teil einer Sache, Wohnhaus, dreigeschossig und traufständig, fünfachsig, Balkone in der Mittelachse, Baugesuch der Maurermeister G. und A. Pfeifer, Plan und Ausführung durch G. Pfeifer. Geschützt nach § 2 DSchG                |    |
|      | Wohnhaus                 | Reinhold-Frank-Str. 54     | 1911      | Wohnhaus, Eckgebäude, dreigeschossig mit Mansardedach, Fassadengestaltung durch Kolossalpilaster und Erker, zugehörige Vorgarteneinfriedung, von dem Architekten Wilhelm Vittali für Karl Gutmann. Geschützt nach § 2 DSchG                                                         |    |
|      | Wohnhaus                 | Reinhold-Frank-Str. 58     | 1881      | Wohnhaus, dreigeschossig, Mittelrisalit mit Säulenloggia im Erdgeschoss, im zweiten Obergeschoss Kartusche mit der Bezeichnung „1889“, von dem Architekten W. Söhner für den Blechnermeister Friedrich Hofsäß, Wiederaufbau von Dach und Dachgauben, 1949. Geschützt nach § 2 DSchG |    |
|      | Wohnhaus                 | Reinhold-Frank-Str. 70     | 1904      | Wohnhaus, zweigeschossiger Sandsteinbau, von dem Architekten Friedrich Benzinger für Ministerialrat Sprenger, 1881, durch Curjel & Moser wird Satteldach durch Mansardedach ersetzt. Geschützt nach § 2 DSchG                                                                       |    |
|      | Doppelvilla              | Reinhold-Frank-Str. 72, 74 | 1882      | Doppelvilla, zweigeschossiger Ziegelbau mit Mansardedach, Bauherrn und Ausführende sind die Bauunternehmer Kendrick und Augenstein. Geschützt nach § 2 DSchG |    |

## Ritterstraße
| Bild           | Bezeichnung                            | Lage                                | Datierung | Beschreibung | ID |
| -------------- | -------------------------------------- | ----------------------------------- | --------- | --- | -- |
|                | Haus                                   | Ritterstr. 3                        |           | Geschützt nach § 2 DSchG |    |
|                | Fassade Wohn- und Geschäftshaus        | Ritterstr. 6                        | 1905      | Fassade Wohn- und Geschäftshaus, viergeschossig mit einem bis ins Dach reichenden Erker, bemerkenswerte pflanzliche Zierformen des Jugendstil, von dem Architekten G. Zinseren für die Ärzte Karl Manasse und Moritz Mansbach. Geschützt nach § 2 DSchG |    |
|                | Haus                                   | Ritterstr. 7                        |           | Geschützt nach § 2 DSchG |    |
| Weitere Bilder | Abgeordnetenhaus, heute Arbeitsgericht | Ritterstr. 12                       | 1907      | Abgeordnetenhaus, heute Arbeitsgericht, gehörte als Dienstgebäude mit Fraktionszimmern und den Wohnungen der Präsidenten der ersten und zweiten Kammer zum Ständehaus, 1907 in neuklassizistischer Formensprache errichtet, seit 1919 zum badischen Landtag, im 2. Weltkrieg schwer beschädigt und rückwärtiger Flügel zerstört. 1945–63 Dienstgebäude der orthopädischen Versorgungsstelle und seit 1954 des Arbeitsgerichts, ab 1963 auch „Tierzuchtstelle Karlsruhe für Schafe, Ziegen und Kleintiere“. Geschützt nach § 2 DSchG |    |
| Weitere Bilder | Eckhaus                                | Ritterstr. 16, 18, Erbprinzenstraße | 1804      | Eckhaus, östlicher Flügel des ehem. Staatsministeriums, zweigeschossig, ursprünglich 23 und 9 Fensterachsen, Bauherr Witwe des Kammerrats Lidell (Lidel), Entwurf und Bauleitung durch Friedrich Weinbrenner, 1804, Verkauf und Umbau zum Außenministerium durch Friedrich Arnold 1827, Brand 1848 und Instandsetzung des Mittelteils durch Heinrich Hübsch 1857. Geschützt nach § 2 DSchG |    |

## Scheffelplatz
| Bild           | Bezeichnung                        | Lage          | Datierung | Beschreibung | ID |
| -------------- | ---------------------------------- | ------------- | --------- | --- | -- |
| Weitere Bilder | Joseph-Viktor-von Scheffel-Denkmal | Scheffelplatz | 1888-1892 | Denkmal an Joseph Victor von Scheffel von Bildhauer Hermann Volz. Es bildet mit der umgebenden Grünanlage eine Sachgesamtheit. Geschützt nach § 2 DSchG |    |

## Schirmerstraße
| Bild | Bezeichnung    | Lage            | Datierung | Beschreibung | ID |
| ---- | -------------- | --------------- | --------- | --- | -- |
|      | Wohnhaus       | Schirmerstr. 1  | 1888      | Wohnhaus, zweigeschossig mit Mansardedach, straßenseitiger Risalit, von dem Architekten Benzinger für Hofmann und Walder, letztes erhaltenes Wohnhaus der einstigen Dreiergruppe Schirmerstr. 1, 3, 5. Denkmaleigenschaft wird geprüft. |    |
|      | Wohnhaus       | Schirmerstr. 4  | 1883      | Wohnhaus, zweigeschossig mit Mansardedach, von dem Architekten Gustav Ziegler für die Maurermeister Gustav und Adolf Pfeifer, sowie August Gerhard, gehört zu der Baugruppe mit Nr. 6 und Nr. 8. Geschützt nach § 2 DSchG |    |
|      | Palais Crismar | Schirmerstr. 4a | 1882      | Zweigeschossiger Massivbau, steile Stuttgarter Dächer mit steinernen Gauben, aufwendig gegliederte Hausteinfassaden, rückwärtig mit Putzflächen, Eckpavillons, polygonaler Standerker und Altan, von Gustav Ziegler für den Major a. D. Heinrich Hübsch; Remisengebäude, eingeschossiger verputzter Massivbau mit Kniestock in Fachwerk, Gliederung durch Werksteinelemente, Mansarddach mit Gauben und Aufzugsgaube; Vorgarten und Einfriedung aus Gusseisen. Geschützt nach § 2 DSchG |    |
|      | Wohnhaus       | Schirmerstr. 6  | 1884      | Wohnhaus, dreigeschossig mit reichem Dekor der Neorenaissance, von Gustav Ziegler für die Maurermeister Gustav und Adolf Pfeifer, gehört zu der Baugruppe mit Nr. 4 und Nr. 8. Geschützt nach § 2 DSchG |    |

## Schlossbezirk
| Bild           | Bezeichnung              | Lage                    | Datierung | Beschreibung | ID |
| -------------- | ------------------------ | ----------------------- | --------- | --- | -- |
| Weitere Bilder | Bundesverfassungsgericht | Schlossbezirk 3 (Karte) | 1962–69   | Bundesverfassungsgericht, Verwaltungsgebäude, Pavillongruppe aus fünf mit Aluminiumgussteilen verblendeten Stahlskelettbauten, verbunden über einen gläsernen Gang, von Paul Baumgarten, an Stelle des 1963 abgetragenen Hoftheaters von Heinrich Hübsch errichtet. Geschützt nach §§ 12 DSchG |    |

## Schlossgarten
| Bild           | Bezeichnung   | Lage          | Datierung | Beschreibung | ID |
| -------------- | ------------- | ------------- | --------- | --- | -- |
| Weitere Bilder | Schlossgarten | Schlossgarten | 1790      | Parkanlage, nördlicher Halbkreis des Zirkelschlages um den Schlossturm, der geometrische Barockgarten wurde 1790 durch den Hofgärtner Schweickhardt in einen englischen Landschaftsgarten umgestaltet, Umgestaltung für die Bundesgartenschau 1967 Wasserstellen, Brunnen, von Hermann Goepfert und Johannes P. Hölzinger, 1967. * Einfriedung/Schlossgartenmauer, § 28. Eulen-Plastiken, Eva Fritz-Lindner, 1967 anlässlich der Bundesgartenschau, Ausführung Staatliche Majolika Manufaktur Karlsruhe, § 2. * Griechentempelchen, ursprünglich Vogelhaus im Garten der Markgräfin Amalie an der Kriegsstraße, jetzt Ädikula für die Büste des Erbauers, Tempel auf hohem Postament mit sechs dorischen Säulen, von Friedrich Weinbrenner, 1802, § 2. * Johann-Peter-Hebel-Denkmal, 1835, Friedolin Fechtig (Büste), Gießerei des Freiherrn von Eichthal, St. Blasien (Architektur), § 2. * Hermann- und Dorothea-Gruppe, Brunnen, von Carl Johann Steinhäuser, 1863–66, § 2. * „Hirschtor“, schmiedeeiserne Toranlage, bestehend aus einem zweiflügligen Mitteltor und zwei seitlichen Durchgangstoren, 1759 von Melchior Hugnest, 1953 Restaurierung durch den Kunstschlosser Eduard Mayr aus Karlsruhe, § 28. * Palmsches Tor, § 28. * „Rundara“, säulenartiger Sockel wurde für Büste des Großherzogs Karl-Friedrich angefertigt, 1812, Entwurf wohl Friedrich Weinbrenner, § 2. * Seepferd-Brunnen, von Gabriel Grupello, 1709–1716, versetzt 1824, § 2. * Tor zu Moltkestraße, § 28. * Wassersäulen, Brunnenanlage, Hölzinger und Goetsert, 1967 anlässlich der Bundesgartenschau Geschützt nach § 28 DSchG |    |

## Schlossplatz
| Bild           | Bezeichnung  | Lage            | Datierung | Beschreibung | ID |
| -------------- | ------------ | --------------- | --------- | --- | -- |
| Weitere Bilder | Schlossplatz |                 | 1730      | Nach den Befreiungskriegen gestaltete Johann Michael Zeyher die Anlage erneut um, dabei wurden die seitlichen Gärten beseitigt und mit je einem Najadenbrunnen (s.u.) ersetzt. * Brunnen vor dem Schloss, 1864–65 von Karl Philipp Dyckerhoff, grauer Solothurner Marmor. § 2 * Großherzog-Karl-Friedrich-Denkmal, 1840–44 von Ludwig von Schwanthaler, Standbild des Fürsten im langen Herrschermantel auf hohem viereckigen Sockel, an dessen Ecken vier Frauengestalten die badischen Provinzen symbolisieren, 1967 wurde das Platzniveau zur Steigerung der räumlichen Wirkung des wieder aufgebauten Schlosses abgesenkt, 1989/90 Mittelparterre mit Wasserbecken neu gestaltet. § 2 * Zehn Mythologische Figuren von Ignaz Friedrich Lengelacher, 1814 durch Friedrich Weinbrenner entfernt. 1965–66 Kopien der Figurengruppen aus Epoxydharz auf dem Schlossplatz wieder aufgestellt, Originale im Staatlichen Hochbauamt. Die beiden nördlichen Ergänzungen (Hebe und Artemis) von Emil Sutor. Rechts Hebe, Äskulap, Hygieia, Bacchus, Borghesischer Faun mit Dionysonsknaben, Herkules im Kampf mit Cerberus, links Artemis, junger Flötenspieler, Venus Callipygos, Pan, Farnesischer Herkules, Simson im Kampf mit Löwen. * Najaden-Brunnen, 1813–17 von Joseph Kayser, Bassins von Jakob Friedrich Dyckerhoff (Entwurf), Figuren ausgeführt von Aloys Raufer, 1965/66 Bassins völlig verändert (Felsen um die Sockel bereits um 1949 entfernt), § 2 * Zwei Vasen von Konrad Linck (1730–1793) mit Reliefs mythologischer Szenen, wohl 1776, sie sind aus dem Schwetzinger Schlosspark in den Karlsruher Garten versetzt worden, § 2 Geschützt nach § 2 DSchG |    |
| Weitere Bilder | Amtsgericht  | Schlossplatz 23 | 1956–58   | Amtsgericht nach Plänen von Fritz Langenbach vom Staatlichen Hochbauamt. Geschützt nach § 2 DSchG |    |

## Seminarstraße
| Bild | Bezeichnung   | Lage                | Datierung    | Beschreibung | ID |
| ---- | ------------- | ------------------- | ------------ | --- | -- |
|      | Mietswohnhaus | Seminarstr. 4, 6, 8 | 1953         | Mietswohnhaus, von Brunisch und Heidt (Nr. 4 und 6), sowie Eduard Kopf (Nr. 8), Bauherr Eduard Kopf. Geschützt nach § 2 DSchG       |    |
|      | Wohnhaus      | Seminarstr. 9       | 1870er Jahre | Wohnhaus, dreigeschossig und vierachsig, Rundbogentor mit Rosetten in den Zwickeln. Geschützt nach § 2 DSchG                        |    |
|      | Haus          | Seminarstr. 10      | 1870         | Geschützt nach § 2 DSchG |    |
|      | Wohnhaus      | Seminarstr. 11      | 1870er Jahre | Wohnhaus, zweigeschossig und vierachsig, über den Fenstern Tondo mit Büsten, Dachgesims mit Rosettenfries. Geschützt nach § 2 DSchG |    |
|      |               | Seminarstr. 13      |              | Geschützt nach § 2 DSchG |    |

## Sophienstraße
| Bild | Bezeichnung                                   | Lage                    | Datierung | Beschreibung | ID |
| ---- | --------------------------------------------- | ----------------------- | --------- | --- | -- |
|      | Wohnhaus                                      | Sophienstr. 3           | 1910      | Wohnhaus, dreigeschossiger und verputzter Massivbau in halboffener Bebauung, seitlicher Treppenhauserker, hölzerne Balkonloggia über dem Windfang des Hauseingangs, Sandsteingliederungen, halbrunder Balkon auf der Gartenseite, erhaltener historischer Fensterbestand, zugehörige gusseiserne Einfriedungen, um 1910 von dem Architekten Wilhelm Peter aus Karlsruhe (Inschrift), im 2. Weltkrieg beschädigt, Wiederaufbau 1950 ab dem 2. Obergeschoss für den Bauunternehmer Julius Giacomelli - Hoch- und Tiefbauunternehmung, das früher zugehörige Gebäude Sophienstr. 1 wurde nicht wieder aufgebaut. Geschützt nach § 2 DSchG |    |
|      | Wohnhaus                                      | Sophienstr. 4           | 1823      | Wohnhaus, zweigeschossiges und traufständiges Wohnhaus mit Rundbogentor, fünfachsig mit Fensterläden, dreiachsiges Zwerchhaus (nach 1909 hinzugefügt) mit flach geneigtem Satteldach, erbaut zwischen 1823 und 1828 durch den Kupferdrucker Siedentopf. Geschützt nach § 2 DSchG |    |
|      | Fichte-Gymnasium, früher Höhere Mädchenschule | Sophienstr. 14          | 1870      | Fichte-Gymnasium, früher Höhere Mädchenschule, von Heinrich Lang. Geschützt nach § 2 DSchG |    |
|      | Wohn- und Gasthaus.                           | Sophienstr. 35          |           | Wohn- und Gasthaus. Geschützt nach § 2 DSchG |    |
|      | Haus                                          | Sophienstr. 38          |           | Geschützt nach § 2 DSchG |    |
|      | Prinzessin-Wilhelm-Stift: Wohnhaus (Nr. 41)   | Sophienstr. 39, 39a, 41 | 1858      | Prinzessin-Wilhelm-Stift: Wohnhaus (Nr. 41), heute Verwaltungsgebäude des Staatlichen Schulamts Karlsruhe, von Johann Jakob Vollenweider für den Rentner und Landschaftsmaler Ferdinand Aders, um 1858, 1883 mit Nr. 39 für das Lehrerinnenseminar Prinzessin-Wilhelm-Stift erworben, 1890 Schulbau von Oberbaurat Lang für das Seminar auf dem rückwärtigen Grundstück (Nr. 39a), 1911 um eine Aula, Turnhalle und Lehrsäle nach Süden erweitert (späterer verputzter südlicher Anschlusstrakt der 1920er Jahre nicht zugehörig), seit 1918 im Staatsbesit. Geschützt nach § 2 DSchG                                                  |    |
|      | Wohn- und Geschäftshaus in Ecklage            | Sophienstr. 40          |           | Wohn- und Geschäftshaus in Ecklage Geschützt nach § 2 DSchG |    |
|      | Wohnhaus mit Torfahrt                         | Sophienstr. 43          | 1865      | Wohnhaus mit Torfahrt, dreigeschossig und traufständig mit angebautem Hinterhaus, neobarocke Fassadengestaltung (um 1900 hinzugefügt), Gebäude aber wohl bereits 1865 in einfachen Formen mit Traufgesims errichtet. Geschützt nach § 2 DSchG |    |
|      | Haus                                          | Sophienstr. 47          |           | Geschützt nach § 2 DSchG |    |
|      | Mehrfamilienhaus                              | Sophienstr. 53          |           | Mehrfamilienhaus Geschützt nach § 2 DSchG |    |
|      | Katholische Gesellenherberge                  | Sophienstr. 58          | 1898      | Katholische Gesellenherberge, Wohnhaus mit Torfahrt, viergeschossig und dreiachsig, Erker über zwei Geschosse, Stilformen der Neugotik, 1898 nach Plänen des Kirchenbaumeisters Johannes Schroth. Geschützt nach § 2 DSchG |    |

## Ständehausstraße
| Bild           | Bezeichnung   | Lage                                               | Datierung | Beschreibung                                              | ID |
| -------------- | ------------- | -------------------------------------------------- | --------- | --------------------------------------------------------- | -- |
| Weitere Bilder | Marienbrunnen | Ständehausstr., hinter der Pfarrkirche St. Stephan | 1981      | Marienbrunnen, von Emil Wachter. Geschützt nach § 2 DSchG |    |

## Stephanienstraße
| Bild           | Bezeichnung                                                            | Lage                                      | Datierung         | Beschreibung | ID |
| -------------- | ---------------------------------------------------------------------- | ----------------------------------------- | ----------------- | --- | -- |
|                | Badisches Gemeindeprüfungsamt                                          | Stephanienstr. 2                          | Wiederaufbau 1951 | Zweigeschossig und traufständig mit Satteldach, Wiederaufbau nach Kriegszerstörungen. Geschützt nach § 2 DSchG |    |
|                | Wohnhaus                                                               | Stephanienstr. 4                          | 1816–17           | Wohnhaus, dreigeschossig, vierachsig, Wiederaufbau 1957 in Anlehnung an den alten Zustand. Geschützt nach § 2 DSchG |    |
|                | Wohnhaus                                                               | Stephanienstr. 6                          | 1833              | Wohnhaus, zweigeschossig, vierachsig, Rundbogentor heute als Rechtecktor vermauert, ausgebrannt und wieder aufgebaut in Anlehnung an den alten Zustand. Geschützt nach § 2 DSchG |    |
|                | Wohnhaus                                                               | Stephanienstr. 8                          | 1833              | Wohnhaus, zweigeschossig, vierachsig, Rundbogentor, Lotus-Palmettenfries, Gaubenband 1931. Geschützt nach § 2 DSchG |    |
|                | Wohnhaus                                                               | Stephanienstr. 10                         | 1833              | Wohnhaus, zweigeschossig, fünfachsig, drei Dachgauben aus der Erbauungszeit 1833, Maurermeister Weber. Geschützt nach § 2 DSchG |    |
|                | Wohnhaus                                                               | Stephanienstr. 11                         | 1826              | Wohnhaus, zweigeschossig, vierachsig, erster Eigentümer und möglicher Bauherr war der Maurerpolier Mayer (Maier). Geschützt nach § 2 DSchG |    |
|                | Wohnhaus                                                               | Stephanienstr. 12                         | 1827              | Wohnhaus, zweigeschossig, fünfachsig, Rundbogentor, Bauherr Geheimrat Baumbach, 1952 Umbau im Inneren. Geschützt nach § 2 DSchG |    |
|                | Fassade Wohnhaus                                                       | Stephanienstr. 13                         | 1826              | Fassade Wohnhaus, zweigeschossig, achtachsig, Bauherr Maurerpolier Mayer (Maier), größerer Fensterabstand in der Fassade belegt Zusammenlegung zweier Häuser, 1890 Umbau durch Gustav Ziegler für Major von Adelsheim 1890, dabei wurde das Rundbogentor in der fünften Achse zum Fenster vermauert und das Rechtecktor östlich angebracht. Geschützt nach § 2 DSchG |    |
|                | „Munksches Haus“                                                       | Stephanienstr. 14                         | 1827              | „Munksches Haus“, Wohnhaus, zweigeschossig, sechsachsig, Rundbogentor, Bauherr Oberhofmarschall Freiherr von Munck, Entwurf durch Friedrich Arnold, Mittelrisalit mit Giebel, Rundbogentor. Geschützt nach § 2 DSchG |    |
|                | Wohnhaus                                                               | Stephanienstr. 15                         | 1828              | Wohnhaus, zweigeschossig, vierachsig, Rundbogentor rechts. Geschützt nach § 2 DSchG |    |
|                | Scheffelpalais                                                         | Stephanienstr. 16 (Flst. 361)             | 1825              | Wohnhaus, zweigeschossig, fünfachsig, Erdgeschoss rustiziert, Bauherr Posamentier Lang, Ausführung Maurermeister Merbel, 1825, Sterbehaus von Victor von Scheffel (1886), 1947 Wiederaufbau unter Verwendung des alten Erdgeschosses. Geschützt nach § 28 DSchG |    |
|                | Wohnhaus                                                               | Stephanienstr. 17                         | 1832              | Wohnhaus, viergeschossig, vierachsig, Balkone, 1899 um zwei Geschosse aufgestockt. Geschützt nach § 2 DSchG |    |
|                | Wohnhaus                                                               | Stephanienstr. 18                         | 1827              | Wohnhaus, dreigeschossig, fünfachsig, Bauherr Kapitän Frech, Ausführung Maurermeister Müller, Erdgeschoss mit Bandrustika, Rundbogentor, Fassadenentwurf von Friedrich Arnold, 1887 um ein Geschoss erhöht, Wiederaufbau 1950. Geschützt nach § 2 DSchG |    |
|                | Wohnhaus                                                               | Stephanienstr. 19                         | 1887              | Wohnhaus, dreigeschossig, vierachsig, Bauherr Maurermeister Valentin Weber, Entwurf von Friedrich Arnold, Aufstockung 1887. Geschützt nach § 2 DSchG |    |
|                | Wohnhaus                                                               | Stephanienstr. 20                         | 1822              | Wohnhaus, zweigeschossig, fünfachsig, Rundbogentor, Bauherr Schlosswächter Faß (Faas), Gartenhaus 1822, Vorderhaus 1832. Geschützt nach § 2 DSchG |    |
|                | Wohnhaus                                                               | Stephanienstr. 21                         | 1826              | Wohnhaus, dreigeschossig, vierachsig, 1843 aufgestockt. Geschützt nach § 2 DSchG |    |
|                | Wohnhaus                                                               | Stephanienstr. 25                         | ca 1837           | Wohnhaus, zweigeschossig, fünfachsig, Korbbogentor, Lotus- und Palmettenfries, gusseiserne Fensterbrüstungen, Bauherr Freifrau Auguste von Berstett Witwe. Geschützt nach § 2 DSchG |    |
|                | Wohnhaus                                                               | Stephanienstr. 27                         | 1832              | Wohnhaus, zweigeschossig, fünfachsig, Rundbogentor. Geschützt nach § 2 DSchG |    |
|                | Wohnhaus mit Dienstwohnungen der Staatlichen Münze (Stephanienstr. 28) | Stephanienstr. 28                         | 1826              | Wohnhaus mit Dienstwohnungen der Staatlichen Münze (Stephanienstr. 28), zweigeschossig, drei Fensterachsen. Geschützt nach § 2 DSchG |    |
| Weitere Bilder | Staatliche Münze                                                       | Stephanienstr. 28a                        | 1826–27           | Staatliche Münze, als letztes Werk Friedrich Weinbrenners, vollendet durch seine Schüler Friedrich Theodor Fischer, Abbruch und Wiederaufbau des östlichen Seitenflügels für eine Unterkellerung 1985. Geschützt nach § 28 DSchG |    |
|                | Straßenfassade eines Wohnhauses                                        | Stephanienstr. 29                         | ca 1880           | Straßenfassade eines Wohnhauses, heute Studentenwohnheim, zweigeschossig, historistischer Bauschmuck in hellem Sandstein, Baugesuche von Gustav Ziegler, bezeichnet „1880“, das Gebäude war kriegszerstört, 1951 Wiederaufbau, 1959 aufgestockt um ein Geschoss. Geschützt nach § 2 DSchG                                                                            |    |
|                | Wohnhaus                                                               | Stephanienstr. 31                         | 1889              | Wohnhaus, dreigeschossig mit Mezzaningeschoss, vierachsig, Formen der Neorenaissance, von Gustav Ziegler für den Rechtsanwalt Baumstark. Geschützt nach § 2 DSchG |    |
|                | Mietwohnhaus                                                           | Stephanienstr. 35                         | 1880              | Mietwohnhaus, zweigeschossig mit Mezzaningeschoss, fünfachsig, Neorenaissancebau, von Gustav Ziegler für Land-gerichtsrat Goldschmidt. Geschützt nach § 2 DSchG |    |
|                | Wohnhaus mit Brunnen                                                   | Stephanienstr. 36                         | 1832              | Wohnhaus mit Seitengebäude und einem aus Bruchsteinen gemauerten Brunnen vor dem Seitengebäude, zweigeschossig, vierachsig, Balkon von Berckmüller 1877, zugehöriger Flügel zum Hof, 1836, 1944 ausgebrannt und wieder aufgebaut in Anlehnung an den alten Zustand. Geschützt nach § 2 DSchG                                                                         |    |
|                | Wohnhaus                                                               | Stephanienstr. 37                         | 1879/81           | Wohnhaus, dreigeschossig, vierachsig, Bauherr Bauunternehmer Ferdinand Ziegenhain. Geschützt nach § 2 DSchG |    |
|                | Straßenfassade der Wohnhäuser                                          | Stephanienstr. 38, 40                     | 1830              | Straßenfassade der beiden Wohnhäuser: Wohnhaus (Nr. 38), zweigeschossig und fünfachsig, Rundbogentor, Wohnhaus (Nr. 40), dreigeschossig und vierachsig, 1830, beide Gebäude 1996 Erweiterung und Neubau Hotel. Geschützt nach § 2 DSchG |    |
|                | Wohnhaus                                                               | Stephanienstr. 39, 41, Ecke Douglasstraße | 1879/81           | Wohnhaus, dreigeschossig mit Mezzaningeschoss, siebenachsig, fünfachsig zur Douglasstraße, abgerundete Hausecke zur Douglasstraße mit Rundbalkon und Büste, Mittelrisalit, Bauherr Bauunternehmer Ferdinand Ziegenhain. Geschützt nach § 2 DSchG |    |
|                | Wohnhaus                                                               | Stephanienstr. 42, 44                     | 1832              | Wohnhaus, dreigeschossig, achtachsig, 1953 Wiederaufbau in alten Formen unter Hinzufügung eines Geschosses. Geschützt nach § 2 DSchG |    |
|                | Ökonomiegebäude des ehemaligen Palais Douglas (abgebrochen)            | Stephanienstr. 51                         | 1878              | Ökonomiegebäude des ehemaligen Palais Douglas (abgebrochen), heute Eichamt, zweigeschossig, spätklassizistisch, 1878 von Karl Philipp Dyckerhoff. Geschützt nach § 2 DSchG |    |
|                | Wohnhaus                                                               | Stephanienstr. 61                         | 1840              | Wohnhaus, zweigeschossig und vierachsig, Korbbogentor, gusseiserne Fensterbrüstungen, um 1840-60, mit Seitenflügel und rückwärtiger Werkstatt. Geschützt nach § 2 DSchG |    |
|                | Wohnhaus                                                               | Stephanienstr. 63                         | 1840              | Wohnhaus, zweigeschossig und vierachsig, wohl zwischen 1840 und 1870 erbaut, wohl noch in ursprünglichem Zustand, 1964 durchgehend Gauben. Geschützt nach § 2 DSchG |    |
|                | Haus                                                                   | Stephanienstr. 71                         |                   | wohl noch ursprünglicher Zustand. Geschützt nach § 2 DSchG |    |
| Weitere Bilder | Altenheim des Deutschen Roten Kreuzes                                  | Stephanienstr. 74, 76                     | 1966              | Altenheim des Deutschen Roten Kreuzes, fünfgeschossiges Vorderhaus, das sich abgestuft über einen integrierten östlichen Seitenbau in ein zwei- bzw. dreigeschossiges Quergebäude fortsetzt, im rückwärtigen Grundstücksbereich eingeschossig errichtete zusätzliche Alten-Wohnanlage, 1966–1967 von Reinhard Gieselmann. Geschützt nach § 2 DSchG                   |    |
|                | Wohnhaus                                                               | Stephanienstr. 78                         | 1835              | Wohnhaus, viergeschossig mit Rustikasockel, Reliefgesims, Bauherr Zimmermeister Georg Kuentzle Sohn, über dem Konsolgesims zwei Geschosse von Gieselmann 1962. Geschützt nach § 2 DSchG |    |
|                | Brunnen im Bildhauergarten                                             | Stephanienstr. 80, 82                     | 1906              | Brunnen im Bildhauergarten der Kunstakademie, von Hermann Volz. Geschützt nach § 2 DSchG |    |
|                | Haus                                                                   | Stephanienstr. 88                         |                   | Geschützt nach § 2 DSchG |    |
|                | Haus                                                                   | Stephanienstr. 90                         |                   | Geschützt nach § 2 DSchG |    |
|                | Haus                                                                   | Stephanienstr. 92                         |                   | Geschützt nach § 2 DSchG |    |

## Stephanplatz
| Bild           | Bezeichnung                                  | Lage         | Datierung | Beschreibung | ID |
| -------------- | -------------------------------------------- | ------------ | --------- | --- | -- |
| Weitere Bilder | Brunnen von Hermann Billing und Hermann Binz | Stephanplatz | 1903-05   | Brunnen, Quellnymphe von Hermann Binz, Bronzefigur in Wasserbecken, vierzehn steinerne Pfeiler umgeben das Becken und tragen ein ringförmiges Gebälk, auf der Innenseite Spottgesichter als Wasserspeier, die Karlsruher Persönlichkeiten karikieren, von Hermann Billing und Hermann Binz. Geschützt nach § 2 DSchG |    |

## Viktoriastraße
| Bild | Bezeichnung | Lage             | Datierung | Beschreibung | ID |
| ---- | ----------- | ---------------- | --------- | --- | -- |
|      | Wohnhaus    | Viktoriastr. 8   | 1871/72   | Wohnhaus, dreigeschossiger und massiver Putzbau in den Formen der Spätklassizismus, Holzklappläden und Torfahrt, Seitenflügel, für den Maler Heinrich Kling. Geschützt nach § 2 DSchG |    |
|      | Wohnhaus    | Viktoriastr. 12a | 1890      | Viergeschossiger, traufständiger und unverputzter Massivbau mit reichem historistischen Architekturschmuck, Ende 19. Jahrhundert. Geschützt nach § 2 DSchG                            |    |
|      | Wohnhaus    | Viktoriastr. 15  | 1890      | Dreigeschossiger und traufständiger Massivbau, Backstein-Werksteinfassade mit reichem Architekturschmuck des Historismus, Ende 19. Jahrhundert Geschützt nach § 2 DSchG               |    |
|      | Eckhaus     | Viktoriastr. 24  |           | Geschützt nach § 2 DSchG |    |

## Waldstraße
| Bild           | Bezeichnung                                    | Lage                          | Datierung              | Beschreibung | ID |
| -------------- | ---------------------------------------------- | ----------------------------- | ---------------------- | --- | -- |
|                | Rheinische Kreditbank                          | Waldstr. 1, Zirkel 35 (Karte) | 1895-1896.             | Rheinische Kreditbank, von Adolf Hanser. Geschützt nach § 2 DSchG |    |
| Weitere Bilder | Badischer Kunstverein                          | Waldstr. 3                    | 1899-1900              | Badischer Kunstverein, dreigeschossiger Massivbau, prächtige neobarocke Sandsteinfassade mit Vergoldungen, von Friedrich Ratzel, Bildhauerarbeiten nach Modellen von Heinrich Bauser, Eingangstüren in Kupfer getrieben von Klempnermeister Weiß. Geschützt nach § 2 DSchG |    |
|                | Wohn- und Geschäftshaus                        | Waldstr. 5                    | 1719 (d)               | Wohn- und Geschäftshaus, Karlsruher Modellhaus, früher ein- jetzt zweigeschossig und dreiachsig, Erbauung 1719 dendrochronologisch datiert, vermutlicher Umbau des Mansardgeschosses zum Vollgeschoss 1754, erster feststellbarer Eigentümer Hoflakai Röder (1818), Türgewände mit Schlussstein bezeichnet. „1754“. Geschützt nach § 2 DSchG                                                                                               |    |
|                | Haus                                           | Waldstr. 6                    | 1754                   | Geschützt nach § 2 DSchG |    |
|                | Wohn- und Geschäftshaus                        | Waldstr. 7                    | 1719 (d)               | Wohn- und Geschäftshaus, Karlsruher Modellhaus, früher ein- jetzt zweigeschossig und dreiachsig, Erbauung 1719 dendrochronologisch datiert, vermutlicher Umbau des Mansardgeschosses zum Vollgeschoss 1754, Türgewände mit Schlussstein bezeichnet „1754“, erster feststellbarer Eigentümer Witwe des Schneidermeisters Gastel, 1836 Sanierung Dachstuhl und Fassade durch Bauherrn Erben des Schlossers Müller. Geschützt nach § 2 DSchG  |    |
|                | Wohnhaus                                       | Waldstr. 9                    | 1722 (d)               | Wohnhaus, Karlsruher Modellhaus, früher ein- jetzt zweigeschossig und dreiachsig, Erbauung 1722 dendrochronologisch datiert, erster feststellbarer Eigentümer Sebastian Stüber (1749), Mansarde wohl zwischen 1752 und 1770 hinzugefügt, Umbau Tür und Dachfenster 1840 durch Bauherr F. Lindner. Geschützt nach § 2 DSchG |    |
|                | Mietswohnhaus mit Ladengeschäft                | Waldstr. 15                   | 1895                   | Mietswohnhaus mit Ladengeschäft, wurden 1895 bis 1896 durch das namhafte Architekturbüro Curjel & Moser aus Karlsruhe ausgeführt. Geschützt nach § 2 DSchG |    |
|                | Wohn- und Geschäftshaus                        | Waldstr. 17                   | 1718 (d)               | Wohn- und Geschäftshaus, ehemals Antiquariat Buchhandlung Braun, Karlsruher Modellhaus, früher ein- jetzt zweigeschossig und vierachsig, Erbauung 1718 dendrochronologisch datiert, vermutlicher Umbau des Mansardgeschosses zum Vollgeschoss 1755, Erdgeschoss durch Ladeneinbau weitgehend verändert, nicht unterkellert. Geschützt nach § 2 DSchG                                                                                       |    |
|                | Wohnhaus                                       | Waldstr. 19                   |                        | Geschützt nach § 2 DSchG |    |
|                | Wohnhaus Stein-Denninger                       | Waldstr. 36                   | 1900-1901              | Wohnhaus Stein-Denninger, viergeschossig und zweiachsig, Sandsteinfassade, Dachtürmchen mit welscher Haube, von Hermann Billing und Mallebrein, gleichzeitig mit der benachbarten Hofapotheke, obere Geschosse im Krieg zerstört, Aufstockung des Kulturdenkmals genehmigt 1994. Geschützt nach § 2 DSchG |    |
|                | Haus                                           | Waldstr. 40a                  |                        | Geschützt nach § 2 DSchG |    |
|                | Haus                                           | Waldstr. 40b                  |                        | Geschützt nach § 2 DSchG |    |
|                | Wohn- und Geschäftshaus                        | Waldstr. 48                   | 1823                   | Wohn- und Geschäftshaus, Geburtshaus des Dichters Vierordt (1855, Inschriftentafel), zweigeschossig, fünfachsig, Bauherr Maurer Kunz, moderner Ladeneinbau. Geschützt nach § 2 DSchG |    |
|                | Wohn- und Geschäftshaus (Schreibwaren-Erhardt) | Waldstr. 53                   | 1978                   | Wohn- und Geschäftshaus (Schreibwaren-Erhardt), 1978 Wiederherstellung des kriegszerstörten Dachstuhls. Geschützt nach § 2 DSchG |    |
|                | Zum Salmen                                     | Waldstr. 55                   | 1809-1814              | heute Wohn- und Gasthaus, zweigeschossig und elfachsig, dreiachsiger, von einem Giebeldreieck bekrönter Risalit, Rundbogentor, im Obergeschoss ionische Pilasterordnung, von Konsolen getragener Balkon, Bauherr Posamentier (Bordenwirker) und Gastwirt „Zum Salmen“ Georg Lang, Entwurf wohl von Friedrich Weinbrenner, 1809-1814, Umbau 1836 durch Bauherrn Schreinermeister Himmelheber (Himelheber). Geschützt nach § 28 DSchG        |    |
|                | Café Kaufmann                                  | Waldstr. 61                   | 1810                   | Café Kaufmann, heute Wohn- und Geschäftshaus, Eckhaus, zweigeschossig, vier-, ein- und fünfachsig, Balkon auf kräftigen Konsolen, Bauherr Maurermeister Müller, Ausführung Zimmermeister Ludwig Weinbrenner, 1810, nach dem großen Modell, ehemals eingeschossig Gebäudeteile später aufgestockt. Geschützt nach § 28 DSchG |    |
|                | Wohn- und Geschäftshaus                        | Waldstr. 65                   | 1828                   | Wohn- und Geschäftshaus, dreigeschossig, sechsachsig, möglicherweise ganze Fassade in Anlehnung an Original rekonstruiert, Bauherr Bäckermeister Marbe. Geschützt nach § 2 DSchG |    |
|                | Wohnhaus                                       | Waldstr. 69                   | 1825                   | Wohnhaus, Modellhaus, zweigeschossig, vierachsig, Bauherr Schuhmacher Wohlschlägel, 1825, Ladeneinbau 1873, Torbogen später verschlossen, sehr vollständige Innenausstattung, zugehöriger gepflasterter Hinterhof mit Hinterhaus, Ökonomiegebäude wohl ebenfalls nach 1870 errichtet (Sachgesamtheit). Geschützt nach § 2 DSchG |    |
|                | Wohn- und Geschäftshaus                        | Waldstr. 83                   | Zwischen 1814 und 1818 | Wohn- und Geschäftshaus, zwei-, später dreigeschossig, vier-, später fünfachsig, Eigentümer und vielleicht Bauherr Stadtamtsrevisor Obermüller, Ausführung Maurermeister Merbel, wohl zwischen 1814 und 1818 erbaut, aufgestockt 1839, Bauherr Geheimer Referendär Eichrodt, Toreinfahrt war im Obergeschoss ursprünglich nicht überbaut, sondern diente als Terrasse, dreiseitig umbauter Hinterhof mit Brunnen. Geschützt nach § 2 DSchG |    |
|                | Wohn- und Geschäftshaus                        | Waldstr. 85                   | 1827                   | Wohn- und Geschäftshaus, zwei-, später dreigeschossig, vierachsig, Bauherr Maurer Segner. Geschützt nach § 2 DSchG |    |
|                | Wohn- und Geschäftshaus                        | Waldstr. 87                   | 1827                   | Wohn- und Geschäftshaus, zweigeschossig, vierachsig, Bauherr Maurer Segner. Geschützt nach § 2 DSchG |    |

## Wörthstraße
| Bild | Bezeichnung | Lage         | Datierung | Beschreibung | ID |
| ---- | ----------- | ------------ | --------- | --- | -- |
|      | Villa       | Wörthstr. 4  | 1882      | Villa, zweigeschossig mit Mezzaningeschoss, vierachsig, Stilformen der Neorenaissance, von Gustav Ziegler für den Rentner Heinrich Lang. Geschützt nach § 2 DSchG                                                                                           |    |
|      | Wohnhaus    | Wörthstr. 11 | 1870      | Wohnhaus, dreigeschossig und dreiachsig, Vorgarten, sehr gut erhaltene Innenausstattung, Keller mit Tonnengewölben, nach Plänen des Architekten D. Cathian für die Karlsruher Baugesellschaft, später aufgestockt um ein Geschoss. Geschützt nach § 2 DSchG |    |

## Zirkel
| Bild | Bezeichnung             | Lage                       | Datierung | Beschreibung | ID |
| ---- | ----------------------- | -------------------------- | --------- | --- | -- |
|      | Eckhaus                 | Zirkel 27a, Ritterstraße   |           | Eckhaus Geschützt nach § 2 DSchG |    |
|      | Finanzamt               | Zirkel 28, Schlossplatz 14 | 1956      | Finanzamt, unter Auflage einer um ca. 3 Meter zurückgesetzten Bauflucht zur Karl-Friedrich-Straße und der gestalterischen Einfügung in die Schlossplatzbebauung, unter anderem der Übereinstimmung mit der Landeskreditanstalt in Höhe, Arkaden, 1956–58 durch das Staatliche Hochbauamt (Oberregierungsbaurat Gengenbach). Integrierte historistische Fassade (früher Zirkel 28) des 1980 abgebrochenen Gebäudes am Neubau des Finanzamtes. Schutzgut: Gebäude und Fassaden. Sachgesamtheit „Via Triumphalis“ Geschützt nach § 2 DSchG |    |
|      | Archivgebäude           | Zirkel 30, Schlossplatz 19 | 1787–92   | Archivgebäude, Staatskanzlei und Innenministerium, dann Landratsamt, heute International Department, 1787–92 Archivflügel am Zirkel durch Wilhelm Jeremias Müller, 1803–11 um zwei Höfe gruppierte Kanzlei von Friedrich Weinbrenner, 1954–57 Wiederaufbau nach Kriegszerstörungen durch das Staatliche Hochbauamt, 1999-2000 Umbau zum International Department mit Cafe/Bistro durch Architekturbüro Grünenwald + Heyl. Geschützt nach § 28 DSchG                                                                                     |    |
|      | Wohn- und Geschäftshaus | Zirkel 32                  | 1815      | Wohn- und Geschäftshaus, Eckhaus, dreigeschossig, sieben- und dreiachsig, klassizistischer Wiederaufbau nach Abbruch des Vorgängergebäudes des 18. Jh., Bauherr Handelsmann Abraham Ettlinger, von Friedrich Weinbrenner. Geschützt nach § 2 DSchG |    |